# Estallido peruano de 2022-2023
La convulsión social en Perú o el estallido peruano fue una serie de manifestaciones sucedidas en Perú iniciadas el 7 de diciembre de 2022 (primera etapa de protestas), con interrupciones, hasta mediados de marzo de 2023 (segunda etapa de protestas), mediante el desgaste masivo del evento con anterioridad, enmarcadas en la crisis política que azota al país desde 2021, e inclusive con antecedentes al 2016. Estas protestas comenzaron en las ciudades de Lima, Apurímac y Arequipa y Puno, pero se fueron propagando a lo largo de todo el país. Son convocadas en su mayoría por diversas organizaciones sociales (principalmente sindicales, indígenas, estudiantiles, campesinas) de izquierda política, que a lo largo del tiempo sumarían el apoyo de partidos políticos con espectro ideológico de centro a extrema izquierda. No obstante, las protestas se caracterizan por la carencia de un liderazgo centralizado y la incorporación, en distintos niveles, de un amplio espectro social, principalmente de los sectores más pobres y excluidos del país.
Las causas inmediatas fueron el intento de autogolpe del entonces presidente Pedro Castillo, su destitución del cargo y su posterior detención, con la subsiguiente sucesión constitucional por parte de la vicepresidenta Dina Boluarte. En un inicio, los manifestantes estaban compuestos en su mayoría por simpatizantes del expresidente Castillo, con exigencias que priorizaban su liberación y su restitución. Aunque Castillo aún se autodenomina «presidente de Perú» incluso después de intento de autogolpe, no obstante, los objetivos variaron rápidamente, con el apoyo de las masas, los nuevos líderes priorizaron cambios políticos a profundidad, incluyendo la renuncia de la presidenta Boluarte, el cierre del Congreso de la República (mayormente representado por el conservadurismo), el adelanto inmediato de elecciones generales y un referéndum sobre una asamblea constituyente para la redacción de una nueva Constitución. Estas exigencias evidenciaron un rechazo generalizado a toda la clase política y al descrédito institucional, que se iría agravando con los siguientes eventos.
En un primer momento, durante el mes de diciembre de 2022, las manifestaciones se congregaron en el sur, pero se expandieron a casi todo el territorio peruano. Las marchas en Lima fueron calificadas como parte de un supuesto «golpe de Estado» civil, cuya alusión siguió usándose hacia sus detractores del gobierno. Los sucesos más sonados sucedieron en la región Apurímac, con la declaratoria de «insurgencia popular», en ese contexto, fallecieron ocho manifestantes tras el uso de munición por parte de la policía. Al día siguiente, el gobierno declaró el estado de emergencia regional, que después se extendió a nivel nacional. El día 15, tras el ingreso de manifestantes en el aeropuerto de Huamanga, unidades del ejército peruano, dispararon contra protestantes en los alrededores del aeródromo, resultando muertos una decena de ciudadanos. Con la cercanía de las festividades de fin de año, las protestas disminuyeron significativamente hasta la primera semana de enero. A inicios del año 2023. El sector de Barrio Chino y Expansión Urbana (Ica) fueron uno de los puntos más conflictivos, se tuvo que desplegar al ejército para la recuperación de la Panamericana Sur. El 9 de enero, durante las manifestaciones en Juliaca, sucedió el evento más mortífero en toda la convulsión social: entre manifestantes y transeúntes, dieciocho ciudadanos y un policía resultaron muertos. Ante estos eventos, se recrudecieron las manifestaciones en todo el país, incluyendo paralizaciones y disturbios. La convocatoria de la movilización de manifestantes en Lima, denominada «toma de Lima», se programó para el día 19, en conjunto con un paro nacional.
La CIDH señaló que la mayoría de las 477 protestas registradas en los dos primeros meses de la convulsión social (diciembre y enero) fueron pacíficas, mientras que 68 fueron registradas como «violentas». Entre los registros de la Defensoría del Pueblo, se reportaron bloqueos de carreteras, toma de aeropuertos y el ataque de instalaciones policiales y fiscales, con graves daños a la infraestructura pública, en conjunto con la movilización de numerosas organizaciones sociales opositoras al gobierno a Lima. Para ese momento, se reportaron en varias ciudades del país casos de saqueos y vandalismo de instalaciones de empresas y compañías mineras.
En este clima, continuaron sucediéndose enfrentamientos entre las fuerzas policiales y militares en contra de los manifestantes. Según documentos obtenidos por Hildebrandt en sus Trece, la institución policial llegó a tal extremo que propuso estrategias para abatir ante lo que denomina «delincuentes terroristas». El gobierno, los miembros del Congreso y la mayoría de los empresarios y medios de comunicación de Lima repudiaron las manifestaciones, tildando a los protestantes de «azuzadores». En mayo de 2023, el Tribunal Constitucional dictaminó que «admitir la existencia de un derecho a la protesta, en términos de reclamar o expresar, generalmente con vehemencia, la opinión, queja o disconformidad, llegando a la violencia que vulnera derechos ajenos, es un razonamiento inconstitucional e inconvencional», este se estableció en la casación 1464-2021/Apurímac a pesar de que la afirmación no buscó afectar otros derechos constitucionales.
Con la temporada de las festividades carnavalescas, se produjo una reducción del número de movilizaciones pero estas continúan hasta la actualidad en varias ciudades del país. Para inicios de marzo, se registraron movilizaciones desde el interior del país para una nueva protesta en Lima, aunque en menor número a comparación de los meses anteriores. En las próximas semanas, las protestas perdieron intensidad, e incluso se volvieron esporádicas. Esto conllevó en la discusión si realmente terminó o no, por lo que la presidenta Boularte señaló que «estamos a la mitad de crisis». Sin embargo, para el diario El País de España, en el resurgimiento de la convulsión a mediados de 2023 se apreció la «incapacidad del Gobierno para hacer frente a esa ola de descontento a través de la acción política o la negociación quedó demostrada por [las protestas]».

## Contexto

### Contexto regional

Mapa de América Latina según tendencias ideológicas: en rojo se observan los países gobernados por la izquierda en 2023.

La victoria de Andrés Manuel López Obrador en las elecciones presidenciales de México en 2018 marcó el inicio de un nuevo giro a la izquierda en América Latina. A lo largo de los siguientes años, más líderes de izquierda obtendrían la victoria electoral: en 2019, el progresista Alberto Fernández derrotó al liberal Mauricio Macri en Argentina; al año siguiente, en medio de la pandemia del coronavirus, Luis Arce con el Movimiento al Socialismo arrasó en los comicios en Bolivia. 
Esta tendencia continuó a lo largo de 2021: en Perú, el sindicalista Pedro Castillo derrotaría por un estrecho margen a la derechista Keiko Fujimori; en Honduras, la izquierdista Xiomara Castro se convirtió en su primera presidenta; en Chile, el socialista Gabriel Boric obtuvo un contundente triunfo sobre el ultraconservador José Antonio Kast. Al año siguiente, Gustavo Petro se alzó como el primer presidente de izquierda de la historia de Colombia y Lula volvió al poder tras derrotar a Bolsonaro en Brasil.
Al mismo tiempo, durante finales de la década de 2010 e inicios de la de 2020, se desarrollaron multitudinarias protestas en varios países de la región en contra de las medidas de austeridad y la desigualdad de ingresos. El estallido social chileno movilizaría a millones de personas a las calles en contra del gobierno neoliberal de Sebastián Piñera desde octubre de 2019. En Ecuador, tras el giro ideológico del gobierno de Lenín Moreno, se registraron protestas masivas ese mismo mes. En Colombia, el gobierno conservador de Iván Duque enfrentaría manifestaciones multitudinarias en dos ocasiones: un paro nacional en 2019-2020 y un nuevo estallido social en 2021.

### Contexto nacional
Durante las presidencias de Ollanta Humala, Pedro Pablo Kuczynski y Martín Vizcarra, el Congreso de partidos de derecha encabezado por la hija del expresidente peruano Alberto Fujimori, Keiko Fujimori, obstaculizó muchas de las acciones de los presidentes. Según Walter Albán, titular de Transparencia Internacional Perú, el Congreso ha sido infiltrado por grupos criminales que obstruyen las reformas para mantener su estatus e inmunidad parlamentaria, mientras que Human Rights Watch dijo que el Congreso estaba más centrado en el beneficio personal y el intercambio de votos, que en los problemas que enfrenta la nación.
Desde diciembre de 2016, Perú atravesó por una crisis política caracterizada por el enfrentamiento entre el Ejecutivo con las fuerzas políticas opositoras del Congreso. Pedro Pablo Kuczynski, pese a ganar las elecciones presidenciales de 2016, tuvo que enfrentar la arrolladora mayoría parlamentaria de Fuerza Popular, que impidió la articulación de un gobierno estable. Tras dos intentos de vacancia, después de experimentar la obstrucción del Congreso y varios escándalos, el presidente Kuczynski renunció a la presidencia.
Martín Vizcarra, sucesor de Kuczynski, heredó la debilidad política de su predecesor. Durante su periodo, estallaron escándalos como la crisis del sistema judicial y el develamiento de un esquema de corrupción impulsado por la compañía Odebrecht que afectaba a todos los expresidentes desde la transición democrática del 2000. Gracias a un gran apoyo popular, Vizcarra consiguió cierta estabilidad en su gobierno y se enfrentó a un Congreso que ya era calificado de obstruccionista; el legislativo sería disuelto por el presidente peruano en septiembre de 2019.
En medio de la crisis por la pandemia del coronavirus, el nuevo Congreso impulsó dos procesos de vacancia presidencial contra Vizcarra por acusaciones de corrupción, y este terminó destituido en noviembre de 2020. Manuel Merino asumió la presidencia del país en medio de multitudinarias manifestaciones en su contra; renunció tras apenas cinco días debido a la desaprobación masiva. Francisco Sagasti se convirtió en el nuevo presidente, pero su gobierno también enfrentó la oposición parlamentaria, un paro agrario y los desafíos a los resultados de las elecciones generales.
El izquierdista Pedro Castillo ganó por escaso margen en los comicios presidenciales de 2021 y, pese a los intentos de revertir el resultado de su oponente Keiko Fujimori y sus aliados, sucedió a Sagasti en la presidencia en el mes de julio. Durante el proceso electoral, las fuerzas armadas, los grupos empresariales, los partidos políticos y la mayoría de los medios de comunicación en Perú colaboraron con Fujimori, con algunos exigiendo un golpe de Estado contra Castillo. Fujimori posteriormente culparía a la denominada «izquierda internacional» por permitir el apoyo del candidato rural en pleno auge del espectro político en la región.
Ya en el poder, Pedro Castillo tuvo que enfrentarse a un Congreso nuevamente dominado por la oposición y a las acusaciones de supuestas vinculaciones a Sendero Luminoso, grupo terrorista de extrema izquierda que operó en el país entre 1980 y 2000. El diario británico The Guardian dijo que se asociaba «incorrectamente» a un izquierdista como Castillo con Sendero Luminoso, y The Associated Press dijo que las acusaciones de los medios peruanos de vínculos con Sendero Luminoso «no tenían respaldo». El profesor de políticas públicas Gonzalo Banda afirmó que aunque Castillo fue acusado de estar vinculado al terrorismo comunista, «en los lugares donde el terrorismo causó más derramamiento de sangre, Castillo ganó por mucho». Estallaron varios escándalos de corrupción y conflictos de interés que afectaban directamente la institucionalidad del gobierno, además de numeras protestas y paros impulsados por la crisis económica y alimentaria mundial, la agitación social también fue promovida por organizaciones políticas como el movimiento etnocacerista liderado por Antauro Humala.

## Causas

### Intento de autogolpe de Estado
El intento de autogolpe de Estado en Perú fue un intento de ruptura del orden constitucional realizado el 7 de diciembre de 2022 por el entonces presidente Pedro Castillo, quien, ante las declaraciones de Salatiel Marrufo (ex jefe de asesores del Ministerio de Vivienda) realizadas ante la Comisión de Fiscalización del Congreso sobre la presunta entrega de 50 mil soles mensuales a su persona para mantener en el cargo de ministro de vivienda a Geiner Alvarado y el  inminente tercer proceso de destitución en su contra, que iba a  debatirse aquel día por presuntos actos de corrupción y escándalos que lo involucraban directamente a él y a su entorno, se dirigió a la nación en un mensaje televisado en el que anunció:
1. La disolución del Congreso de la República.
2. La intervención del Poder Judicial, al Ministerio Público, de la Junta Nacional de Justicia y al Tribunal Constitucional.
3. La convocatoria a elecciones para un nuevo Congreso con facultades constituyentes.
4. Toque de queda a nivel nacional.

Al terminar su mensaje, Castillo dio la orden a la policía de detener a la fiscal de la nación Patricia Benavides y de cerrar el congreso e impedir el ingreso a dichas instalaciones. El acto fue reconocido por los políticos de diversas tendencias, los medios de comunicación y el Tribunal Constitucional como un golpe de Estado, y algunos lo compararon con el autogolpe de 1992 perpetrado por el expresidente Alberto Fujimori. Por otro lado, algunos congresistas que compartieron la línea política de Castillo como Katy Ugarte se negaron a reconocerlo así y atribuyeron el golpe de Estado al Congreso.
El autogolpe de Estado fracasó al generar el inmediato rechazo de todas las instituciones políticas, del Ministerio Público e incluso de los propios ministros de Castillo (que en su mayoría dimitieron). Tampoco tenía el respaldo de las Fuerzas Armadas ni de la Policía Nacional, instituciones que en un comunicado expresaron su decisión de no apoyar ningún acto contrario al orden constitucional.  (Aunque antes de esta publicación cumplieron, la orden de impedir la entrada al congreso de civiles y congresistas).
Castillo fue destituido ese mismo día por el Congreso de la República, amparándose en el artículo 46 de la Constitución para el inicio del proceso, y arrestado cuando se dirigía a la embajada mexicana en Lima para solicitar asilo político.
La  vicepresidenta Dina Boluarte, fue designada como presidenta constitucional por línea de sucesión. No obstante, aquel suceso marcó el inicio de enfrentamientos e insurrecciones en contra de la nueva sucesión presidencial. Simpatizantes de Castillo, que habían sido congregados para la «Toma de Lima»  marcharon por las calles en contra del Gobierno de Boluarte, así como respaldando la decisión tomada por Castillo.

### Causas subyacentes

#### Centralismo en Perú
Desde la independencia de Perú del Imperio español, la consolidada élite económica centró su poder en las regiones costeras, mientras que las provincias rurales estaban gobernadas por las prácticas de servidumbre existentes por parte de los terratenientes de haciendas. El gobierno de Perú mostró indiferencia en el sector público, con negocios enfocados en traer productos del interior de Perú para exportarlos a la costa, donde se beneficiaría la clase alta. La educación centralizada con mayor calidad en Lima, conllevó a un racismo sistémico en Perú al percibirse una diferencia con sectores rurales.
Además, a pesar del gran crecimiento económico experimentado por el país desde inicios de siglo con el consenso de Lima, la brecha económica entre las áreas urbanas y rurales fue en aumento: las ciudades más grandes aumentaron su capacidad para conectarse con la economía y aumentaron su riqueza, mientras que las ciudades más pequeñas experimentaron una fuga de recursos y capital humano. La riqueza obtenida entre 1990 y 2020 no fue distribuida equitativamente entre Lima, que era la ciudad más desarrollada, las regiones costeras y las zonas provincias rurales, que permanecían empobrecidas.
Para la década de 2020, las disparidades existentes en Perú provocaron una «fatiga de la globalización» según el investigador Raúl Asensio, lo que resultó en una polarización entre las áreas rurales y urbanas que vieron diferentes prioridades con respecto al estilo de vida, la economía y la política. América Latina es la región más afectada socioeconómicamente por la pandemia del coronavirus, mientras que Perú fue la mayor afectada de la región: la falta de protección social provocó un crecimiento de la pobreza, del 20.2% en 2019 al 25.9% en 2021, según estadísticas estatales. A esta se une una situación de inseguridad alimentaria (como la ocurrida en ollas comunes), que afecta a más de la mitad de la población, causada por las fuertes desigualdades sociales, los bajos salarios (el salario mínimo peruano es uno de los más bajos de Sudamérica) y unas cada vez más grandes tasas de informalidad económica. Todo esto contribuyó a una sensación de fracaso del modelo económico neoliberal de la Constitución de 1993, especialmente que no solucionó la distribución equitativa a nivel nacional y la crisis tuvo mayor impacto en las áreas rurales. La minería, considerada como principal actividad económica del país, está concentrada en los Andes pero, a pesar de los sustanciales beneficios económicos que genera, no repercutió sustancialmente en mejorar la calidad vida de su población. Antes que Pedro Castillo entrara a la candidatura presidencial por Perú Libre, según líder del partido de izquierda Vladimir Cerrón justificó que la Constitución de 1993 promueve estrategias «mercantilista y entreguista de los recursos naturales».

#### Crisis social a partir de las elecciones de 2021
La elección de Pedro Castillo profundizó una retórica clasista y racista por parte de las élites económicas y políticas que se negaron a reconocer el resultado de los comicios presidenciales. El racismo sistémico en el país se manifestó en la percepción de inferioridad de la población rural, misma que apoyó de forma masiva al sindicalista.
La protesta social surgió desde los departamentos centrales y del sur, precisamente los sitios en los que quechuas y aimaras son práctica mayoría. El sur del país es, como fue históricamente en los últimos 40 años con candidatos identificados como parte de la «élite criolla», la zona con mayor oposición al centralismo de Lima. Las comunidades indígenas han sufrido el abandono del Estado neoliberal y han sido víctimas de la ocupación de tierras y la contaminación medioambiental. Por eso, los grupos aimaras tenían previsto reivindicar sus derechos en sus protestas en Lima.

#### Debilidad institucional
Perú es un país con instituciones endebles que se encuentra azotado por una ininterrumpida inestabilidad política desde 2016. La presidencia en el Perú se ha visto debilitada por el dominio de la oposición del parlamento, calificado en múltiples ocasiones como «obstruccionista». El gobierno de Castillo se enfrentó a una constante hostilidad del poder legislativo, unido a sus propios escándalos y sospechas de corrupción que llegaron a involucrar incluso al presidente. Por su lado el Congreso peruano, una de las instituciones más impopulares del país, concentró cada vez mayor poder político que el Poder Ejecutivo, en que se modificaron artículos de la Constitución de 1993 sin alguna discusión previo a su aprobación. La primera presidenta de la legislatura 2021-2026 de la institución legislativa Maricarmen Alva justificó en el segundo encuentro del Foro de Madrid en 2023 que «no durmió», mientras recibió «todos los días ataques nunca pensados»; además que por sus medidas, «los caviares se quedaron sin Tribunal Constitucional» como muestra del rechazo a Pedro Castillo.

#### Demandas políticas
Desde incluso antes de la transición democrática de 2000 existe el reclamo por la reforma total de la Constitución de 1993, escrita para legitimar el autogolpe de Fujimori y su sucesiva consolidación de la red de corrupción. Tras la caída del régimen, existieron proyectos que proponían desde el restablecimiento de la Constitución de 1979 a la convocatoria a una asamblea constituyente para la redacción de una nueva Constitución. El debate continuó durante los gobiernos de Toledo, García y Humala pero no existió el consenso suficiente para un cambio constitucional. En 2024, el primer ministro Alberto Otárola, del gobierno de Dina Boluarte, animó a defender la Constitución de 1993.

## Cronología

### Primeros enfrentamientos y expansión nacional (7 a 13 de diciembre)

#### Inicio de las protestas
Para el 7 de diciembre de 2022, se había convocado con anterioridad a una tercera «Toma de Lima» para apoyar al todavía mandatario Pedro Castillo. Entre una y dos centenas de personas se congregaron en los alrededores de la Avenida Abancay. Sin embargo, con la destitución y posterior detención de Castillo, sucedieron algunos incidentes, pero no pasaron a mayores. El mismo día, mediante un comunicado, la Asociación Interétnica de Desarrollo de la Selva Peruana y la Organización Nacional de Mujeres Indígenas Andinas y Amazónicas del Perú exigieron nuevas elecciones y asamblea constituyente. Mientras que en regiones como Puno y Cuzco, se realizaron convocatorias a marchas contra el recién instalado gobierno de Dina Boluarte.

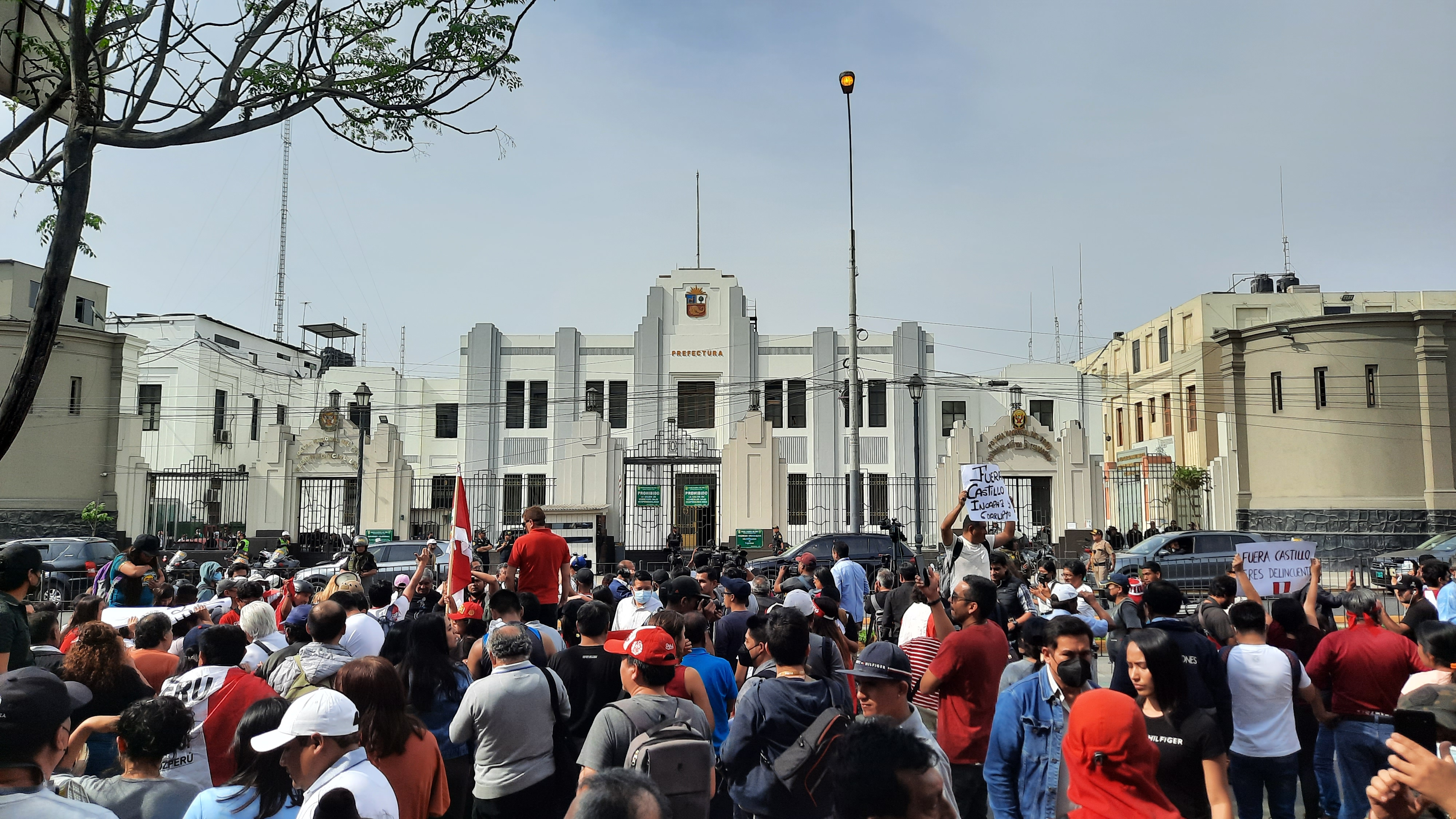
Protestas en los exteriores de la Prefectura de Lima.

Tanto el 8 y 9 de diciembre, se registraron movilizaciones contra Boluarte en las ciudades de Huancavelica, Chota, Jaén, Andahuaylas, Huancayo, Puno, Arequipa, Lima, Tacna, Ilo, Lambayeque, Trujillo, y el Cuzco. Mientras que manifestantes de Ica y Arequipa se declararon en huelga indefinida y bloquearon los sectores Barrio Chino, Expansión Urbana. El Álamo y La Joya de la Panamericana Sur. Según Caretas, el promedio diario de personas movilizadas en las protestas de diciembre, fue de 18 mil personas, con un pico de 40 mil.

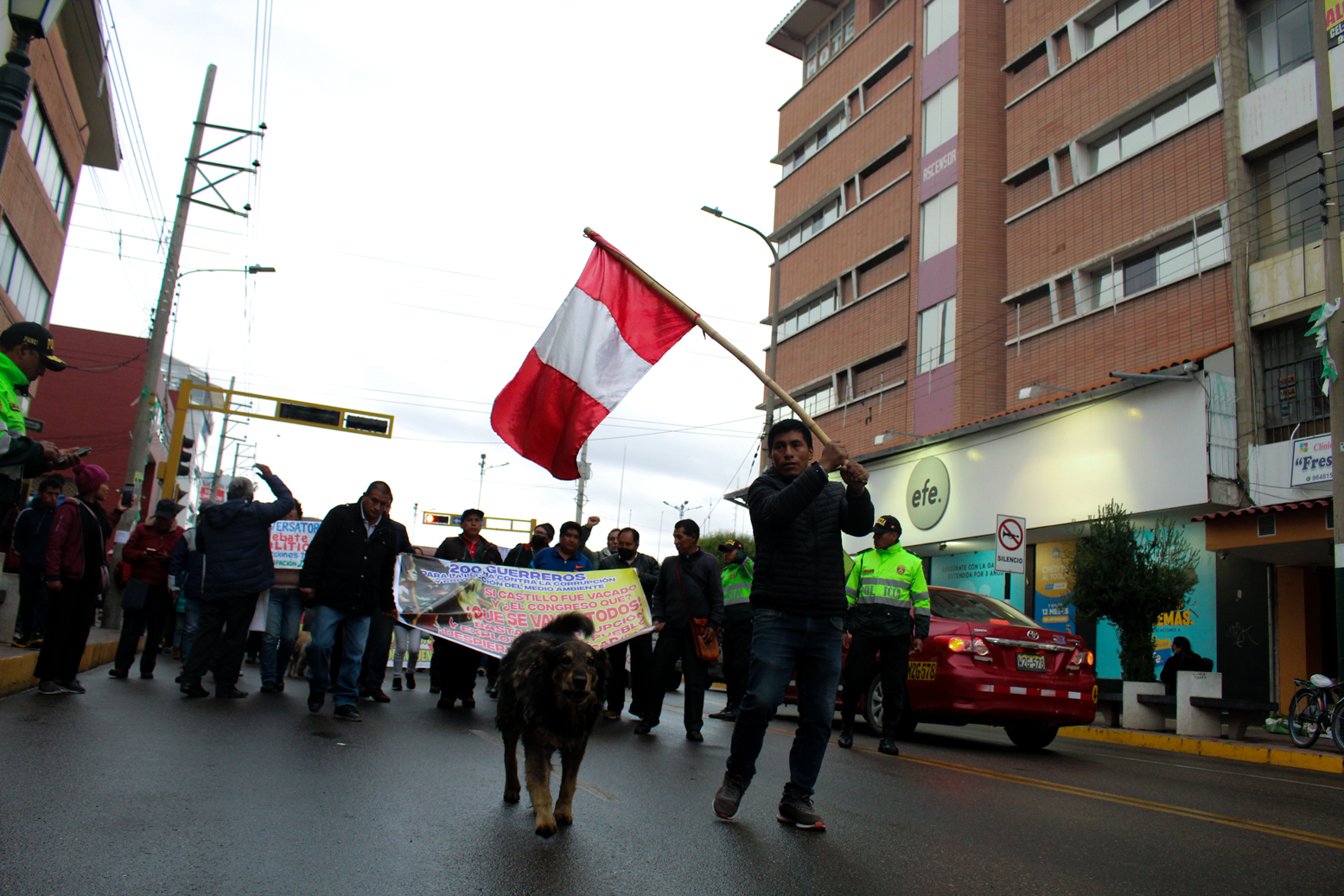
Protestas en Huancayo el 9 de diciembre de 2022.

El 10 de diciembre fue un día crucial para la expansión de las protestas. Para aquel día, la gran expectativa era la llegada de Antauro Humala y sus etnocaceristas a la Plaza San Martín en Lima, quienes se encontraban en La Libertad y habían causado la preocupación de algunos oficiales de la policía que declararon en «alerta absoluta» al departamento del norte. Sin embargo, a su llegada, Antauro brindó una conferencia de prensa donde reconoció al gobierno de Dina Boluarte y descartó la idea de que lideraría las marchas, motivo por el cual fue abucheado y expulsado de la plaza. Luego del incidente, los manifestantes marcharon hacia el congreso y tuvieron un enfrentamiento con un contingente policial. Mientras que las protestas se expandieron a las provincias de San Román y El Collao en Puno, Ayacucho, y en el distrito de Chala de  Arequipa, en este último departamento profesores hicieron un lavado de bandera.

#### Insurgencia de Apurímac
Más de 3000 personas, se congregaron en la feria dominical de la provincia de Andahuaylas (Apurímac). Intentaron llegar a la fiscalía local, iniciándose entonces los enfrentamientos contra los efectivos policiales. Durante la tarde, los manifestantes tomaron como rehenes a dos policías y solicitaron un «canje de prisioneros», ante ello, una división especial de la PNP de 150 efectivos se movilizaron a la ciudad en calidad de refuerzos. Horas después, los policías retenidos fueron liberados. Nuevos enfrentamientos se produjeron en la sede de la División Policial de Andahuaylas y en los alrededores del aeropuerto de Huancabamba, dejando como saldo 20 civiles y 10 policías heridos. Numerosas organizaciones sociales del departamento de Apurímac se declararon en «insurgencia popular» e iniciaran un paro regional desde el día el lunes 12 de diciembre.  Se publicó un «Decreto de insurgencia» a nombre de la Gran Nación Chanka.
El 11 de diciembre, los manifestantes tomaron el aeropuerto de Huancabamba, provocando numerosos daños materiales y reteniendo a 50 personas (entre policías y trabajadores), la policía al verse superada en número, respondió con gran cantidad de bombas lacrimógenas y munición real, provocando la muerte de 2 civiles. La insurgencia apurimeña prosiguió con el incendio de la comisaría de Huancabamba, el asedio a la comisaría de Chincheros, el incendio de la fiscalía de Chincheros, la retención de otro efectivo policial, y el ataque a la comisaría de Andahuaylas. La policía por su parte, repelió a los manifestantes ya no solo con gas lacrimógeno, si no con el uso de fusiles y francotiradores, provocando el deceso de 4 civiles más.

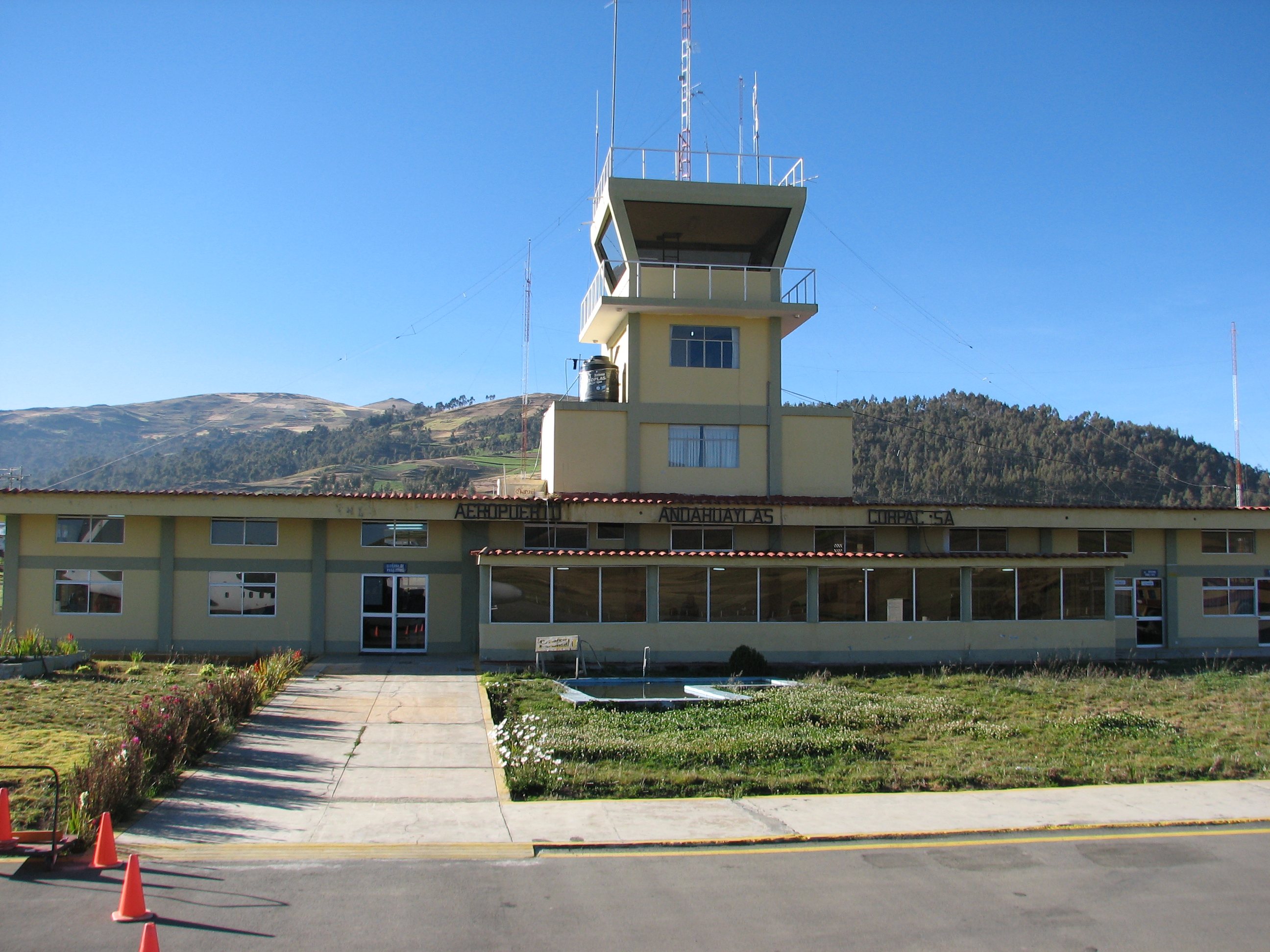
El Aeropuerto de Huancabamba (Andahuaylas) fue el primero atacado durante la convulsión social.

El entonces premier de Dina Boluarte, Pedro Angulo, declaró:
«Nosotros interpretamos que es un segundo momento del intento de golpe, porque en la intención lo real es que se buscaba el apoyo de las Fuerzas Armadas, pero también se buscaba que ciudadanía organizada saliera a las calles. Había una amenaza de la toma del Congreso, de la toma de Lima, varias circunstancias de estas ya se conocía. Nosotros lo que vemos son los resabios, los restos de esa asonada, que ha buscado movilizar desgraciadamente a ciudadanos, sin importar las vidas humanas»
El 12 de diciembre, el gobierno declaró en estado de emergencia a los departamentos de Apurímac, Ica y Arequipa. En regiones como Huancavelica, Arequipa y el Cuzco, organizaciones sociales llamaron a acatar un paro de 24 horas. Mientras que se registraron nuevos bloqueos de carreteras en Ucayali, Madre de Dios, Puno, Jaén, y Virú, este último en la Panamericana Norte. Adicionalmente, el secretario general de la Federación Nacional de Trabajadores de la Educación (Fenate) señaló que 20 mil docentes del departamento puneño y 350 mil a nivel nacional habrían detenido sus labores para unirse a las protestas. Entre el 7 y 12 de diciembre, se reportaron 71 detenciones.
En Arequipa durante los días 12 y 13 de diciembre se produjeron violentos disturbios y enfrentamientos. Miles de manifestantes atacaron las comisarías de Ciudad Municipal, y de San José de la Joya, incendiando vehículos de los alrededores y reteniendo a un comisario, vandalizaron la planta procesadora de productos lácteos del Grupo Gloria en Alto Siguas, tomaron de manera violenta del Aeropuerto Internacional Alfredo Rodríguez Ballón, en la capital arequipeña, dejando como saldo 1 civil muerto, incendiaron las dos sedes del Ministerio Público y el Poder Judicial, el saqueo de una tienda de celulares, y el saqueo de las plantas de las empresas Laive y Danper. Paralelamente, en el departamento de La Libertad, se atacó a la comisaría de Chao, dejando como saldo 17 policías heridos, y en Cajamarca, universitarios tomaron la Universidad Nacional de dicha región, plegándose a los cientos de ronderos y profesores que venían protestando. Mientras que a nivel nacional, se reportaron múltiples movilizaciones y marchas que se realizaron de forma pacífica.

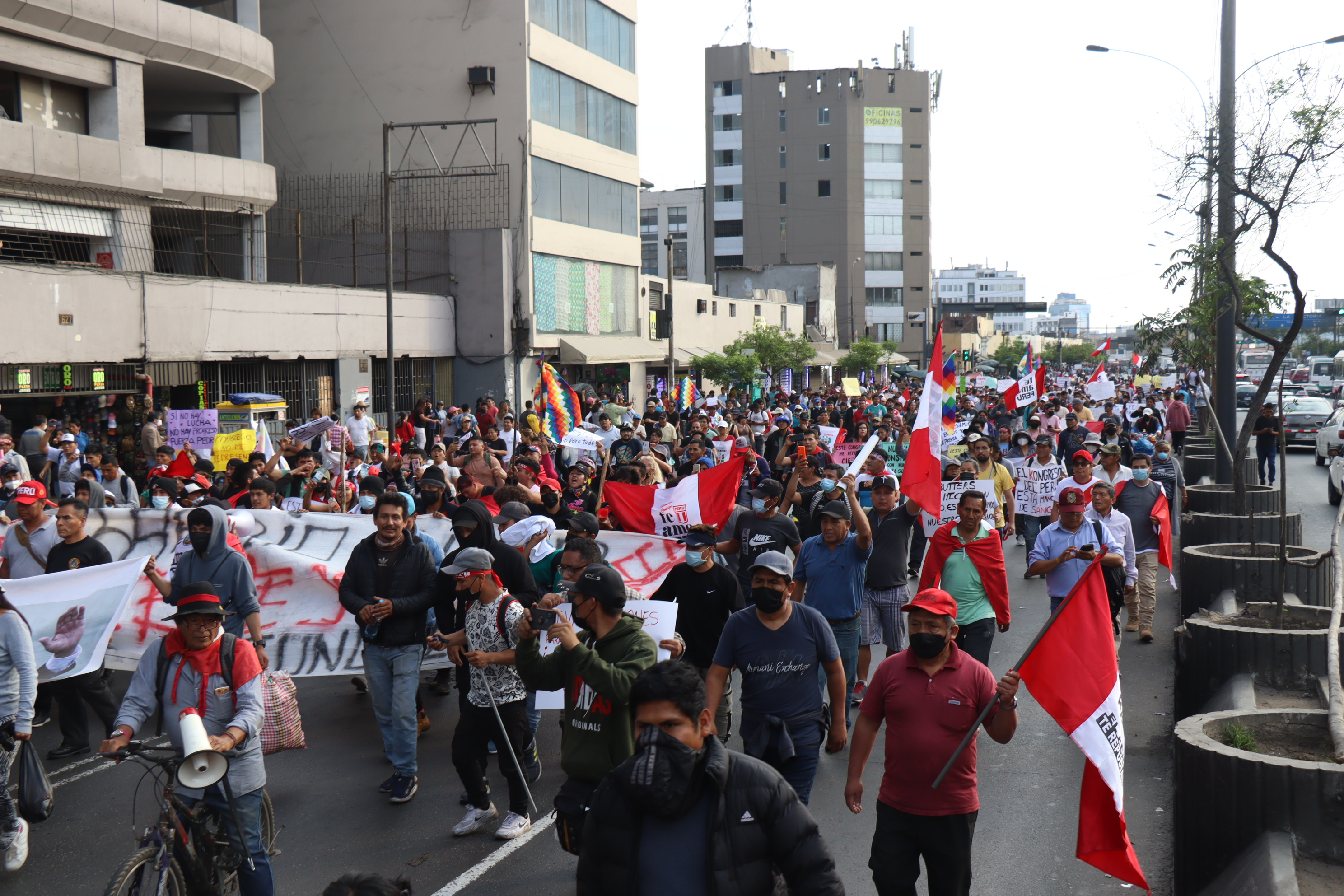
Protestas en Lima en diciembre de 2022.

#### Primeras disposiciones del gobierno
El gobierno declaró en estado de emergencia la Red Vial Nacional, es decir, de toda la red de carreteras en el territorio peruano. Mientras que el Ministerio del Interior tomó la decisión de cesar a todos los prefectos (designados por el anterior ministro de Interior en el gobierno de Castillo) tras identificarse que algunos de ellos estaban azuzando a la población a realizar actos de violencia.

### Estado de emergencia, represión y escalamiento de la desobediencia civil (14 a 20 de diciembre)
Ante las movilizaciones en el país, con carreteras bloqueadas en 14 regiones. el cierre de más de 20 agencias del Banco de la Nación en 9 departamentos, la declaración de la ciudad de Cutervo en insurgencia popular, y la llegada de cientos de ashánincas a Lima. El gobierno de Dina Boluarte descartó su posible renuncia a la presidencia, y decretó el estado de emergencia en todo el territorio peruano por 30 días, como consecuencia, la Policía Nacional y las Fuerzas Armadas podrán hacerse cargo del control y orden interno. Se desplegaron alrededor de 140 mil efectivos policiales, y 15 mil militares a nivel nacional.

#### Muerte de civiles y repercusiones en Ayacucho

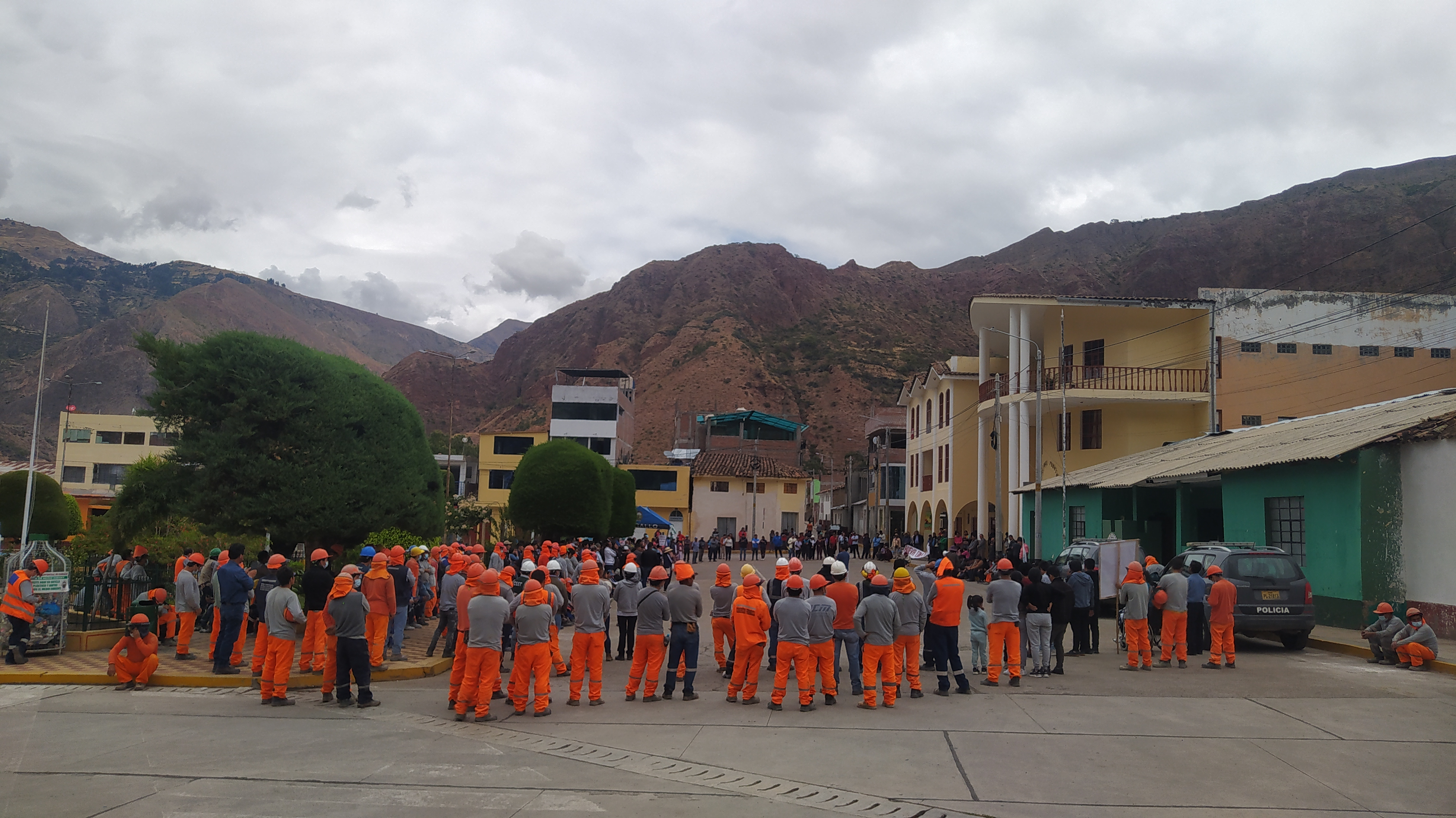
Protestas en Cangallo (Ayacucho).

En la madrugada del 15 de diciembre, decenas de militares se movilizaron al aeropuerto Alfredo Mendívil Duarte de la ciudad de Ayacucho. El teniente coronel Enrique Sampén Díaz quedó a cargo de la seguridad del aeropuerto. Durante el día, miles de manifestantes se congregaron en diversos lugares de la ciudad, especialmente en la plaza de armas. El clímax llegó cuando los manifestantes intentaron tomar el aeropuerto de Ayacucho. El ejército y la PNP respondieron al verse rodeados. Se reportó el uso de bombas lacrimógenas desde helicópteros por parte del ejército. Los manifestantes empezaron a huir del aeropuerto por la vía de Evitamiento de Huamanga, fue entonces cuando aproximadamente 218 militares salieron del aeropuerto a sus calles aledañas, desatando un tiroteo, donde hicieron uso de sus fusiles de guerra. En este violento contexto murieron 10 personas y resultaron heridos más de 52 civiles. El director regional de Salud de Ayacucho, Walter Bedriñana, señaló en RPP que de los 52 heridos atendidos en el Hospital General, «90% es por perdigones e impactos de bala y el 10% son por contusiones».

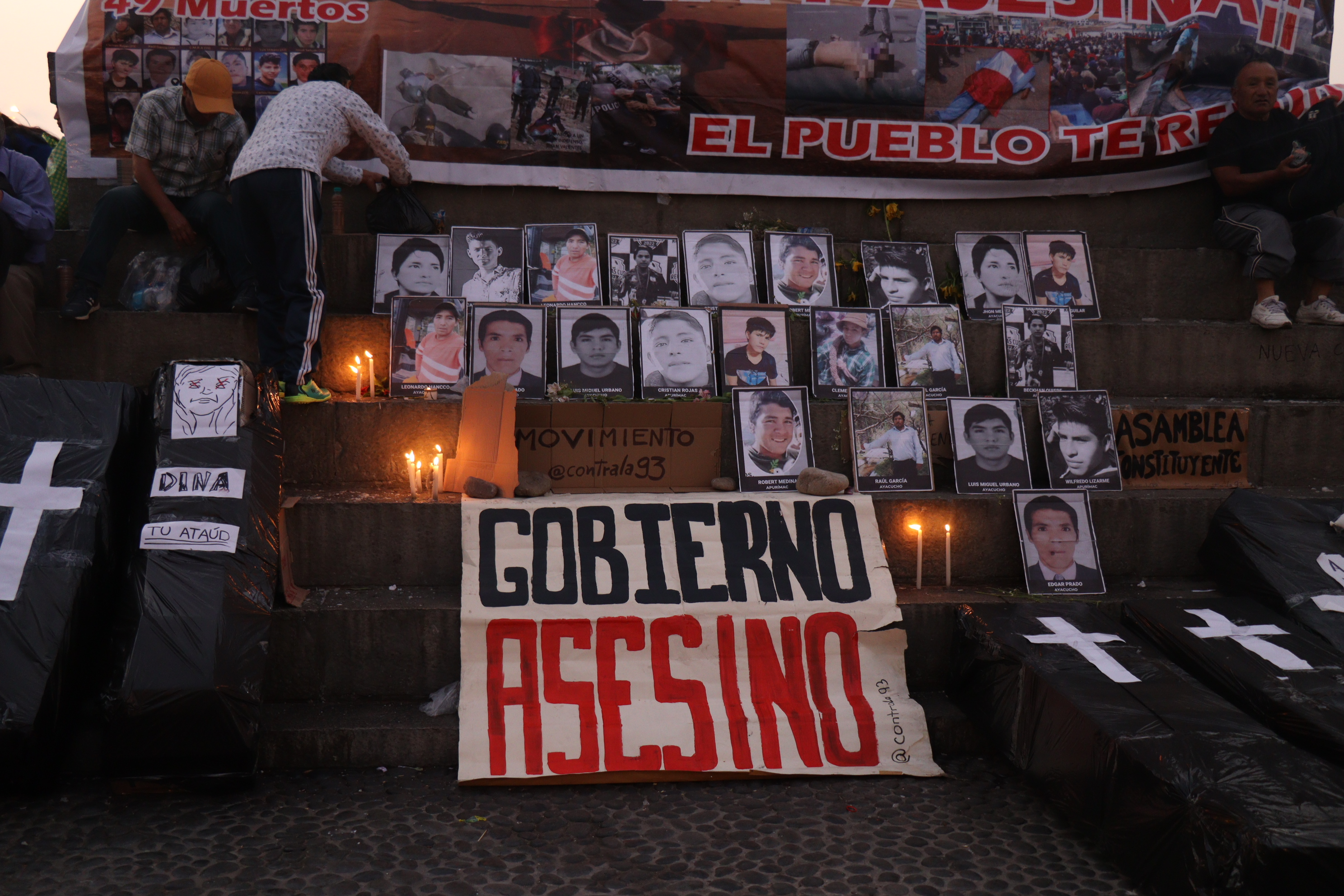
Memorial a los fallecidos a nivel nacional en diciembre de 2022, diez de ellos murieron en Ayacucho.

Al día siguiente, los militares se congregaron únicamente en el aeropuerto y los policías prácticamente abandonaron la ciudad. Esto llevó a actos vandálicos, como el ataque a la comisaría de Huamanga, el incendio de la sede del poder judicial de Ayacucho, los locales de Sunarp y SAT, y el saqueo de un banco y una tienda de Movistar. Ante este panorama, el personal militar en Ayacucho se intensificó.

#### Enfrentamientos a nivel nacional y actividad policial
Otros violentos enfrentamientos ocurrieron en la provincia de Pichanaqui (Junín) con un saldo de 3 civiles muertos y 52 heridos (43 civiles y 9 policías), en el puente de Ocoña con un saldo de 4 civiles y 2 militares heridos, en la carretera del distrito de Huipoca (Ucayali) dejando como saldo 11 heridos, en Aguaytía en la 152 de la carretera Federico Basadre que dejaron 9 heridos, y en Ayacucho se reportó una amenaza del general PNP Antero Mejía a los manifestantes.

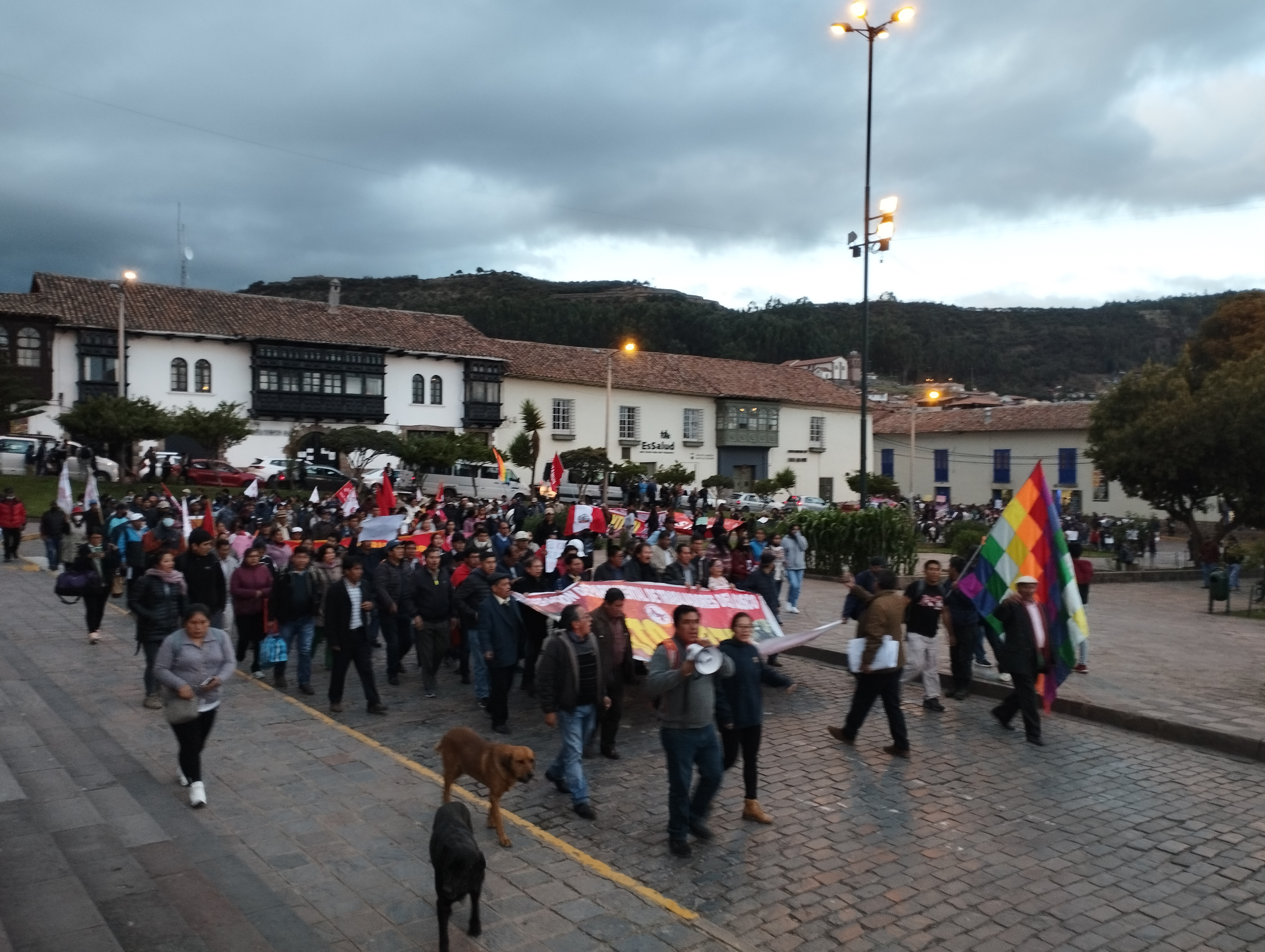
Protestas en Cuzco en diciembre de 2022.

La Asociación Regional de Pueblos Indígenas de la Selva Central se declaró en insurgencia. El 14 de diciembre, los ashánincas desde la selva central llegaron a Lima, siendo intervenidos por más de 200 agentes de la Policía Nacional del Perú, quien les decomiso arcos y flechas. Los ashánincas se defendieron diciendo «combatimos el terrorismo, nosotros somos defensores de la democracia». Días después, los ashánincas volvieron a sus tierras. El 17 de diciembre, más de 50 efectivos policiales de la Dircote intervinieron y allanaron los locales del partido político Nuevo Perú, de la Confederación Campesina del Perú, y del Partido Socialista en busca de los principales dirigentes de las protestas, se detuvo a 22 personas, de las cuales dos estuvieron involucradas en el Andahuaylazo, y se decomisó machetes, hondas y pancartas.

##### «Marchas por la paz»
Como una medida de reconciliación con la población, la PNP inició una serie de convocatorias a «marchas por la paz» que tenían por objetivo calmar la convulsión social. Estas marchas por la paz, se registraron en un inicio, en Lima, Arequipa, Trujillo, Huancayo, Huaraz, Huacho y Huanta, teniendo acogida por grupos conservadores. El grupo de extrema derecha La Resistencia mostró simpatía este tipo de marchas, a pesar de ser una asociación civil violentista. Tras descubrirse que estas marchas tenían finalidad política, el ministro del interior, Víctor Rojas, anunció el 2 de enero de 2023, que la PNP ya no participara en las marchas por la paz.
Aun así, las marchas para desalentar la convulsión tuvieron presencia posterior ante eventuales manifestaciones de opositores al nuevo gobierno. Estas contaron con la participación de Alejandro Muñante y el representante de la asociación civil Integridad, Jorge Lazarte, quien ofreció financiar económicamente a la policía.
Con el tiempo, se dedicaron canciones para alimentar el supuesto regreso de la tranquilidad como la interpretada en conjunto por Bartola, Eva Ayllón, Tania Libertad y Cecilia Bracamonte. Para noviembre de 2023, Boluarte instó a participar de las manifestaciones que conmemoraban su primer aniversario de toma de posesión constitucional. La organización de nuevas marchas se produjeron de manera simultánea con el lanzamiento y posterior retirada de la canción «Peruanos de verdad» por parte de la empresa estatal IRTP. La canción, que contó la participación de Natalia Salas y otros artistas, fue objetada por quienes se oponen al gobierno de la presidenta por promover su imagen pública.

#### Toque de queda
Tras la muerte de civiles en Ayacucho, el mismo 15 de diciembre, el gobierno anunció el toque de queda nocturno en 15 provincias de 8 regiones (Arequipa, La Libertad, Ica, Apurímac, Cusco, Puno, Huancavelica, Ayacucho) por 5 días. Mientras que al día siguiente, el Congreso de la República con 49 votos a favor, 33 en contra y 25 abstenciones, rechazó el adelanto de elecciones a diciembre de 2023, una de las principales exigencias de los manifestantes.

### Treguas y estabilización de la situación (21 de diciembre a 3 de enero)
A partir del 21 de diciembre, los enfrentamientos disminuyeron notablemente, y múltiples organizaciones sociales de distintas regiones anunciaron una tregua respecto a las marchas. Estas treguas, pudieron restablecer el comercio y reactivar la economía, como consecuencia el desabastecimiento que ya presentaban algunas regiones, como Arequipa, Cuzco y Puno, pudieron estabilizar su situación. La presidenta Dina Boluarte, por su parte, exhortó a los dirigentes a extender sus treguas hasta después de Navidad y año nuevo, además de llamarlos a dialogar. El 24 de diciembre, la Sutran informó la liberación de 187 rutas bloqueadas a nivel nacional.

#### Política del nuevo premier
El 21 de diciembre, Dina Boluarte tomó juramento a su nuevo primer ministro, Alberto Otárola. El nuevo premier, veterano en conflictos sociales, se caracterizó por rechazar tajantemente las exigencias de la renuncia de la presidenta, acusar reiteradas veces al expresidente de la crisis actual y de azuzar a la población, además de anunciar «mano dura» contra los "violentistas que vienen creando caos" a lo largo del país. Otárola fue catalogado por algunos congresistas y por muchos manifestantes como el «responsable político directo de la militarización y las muertes».

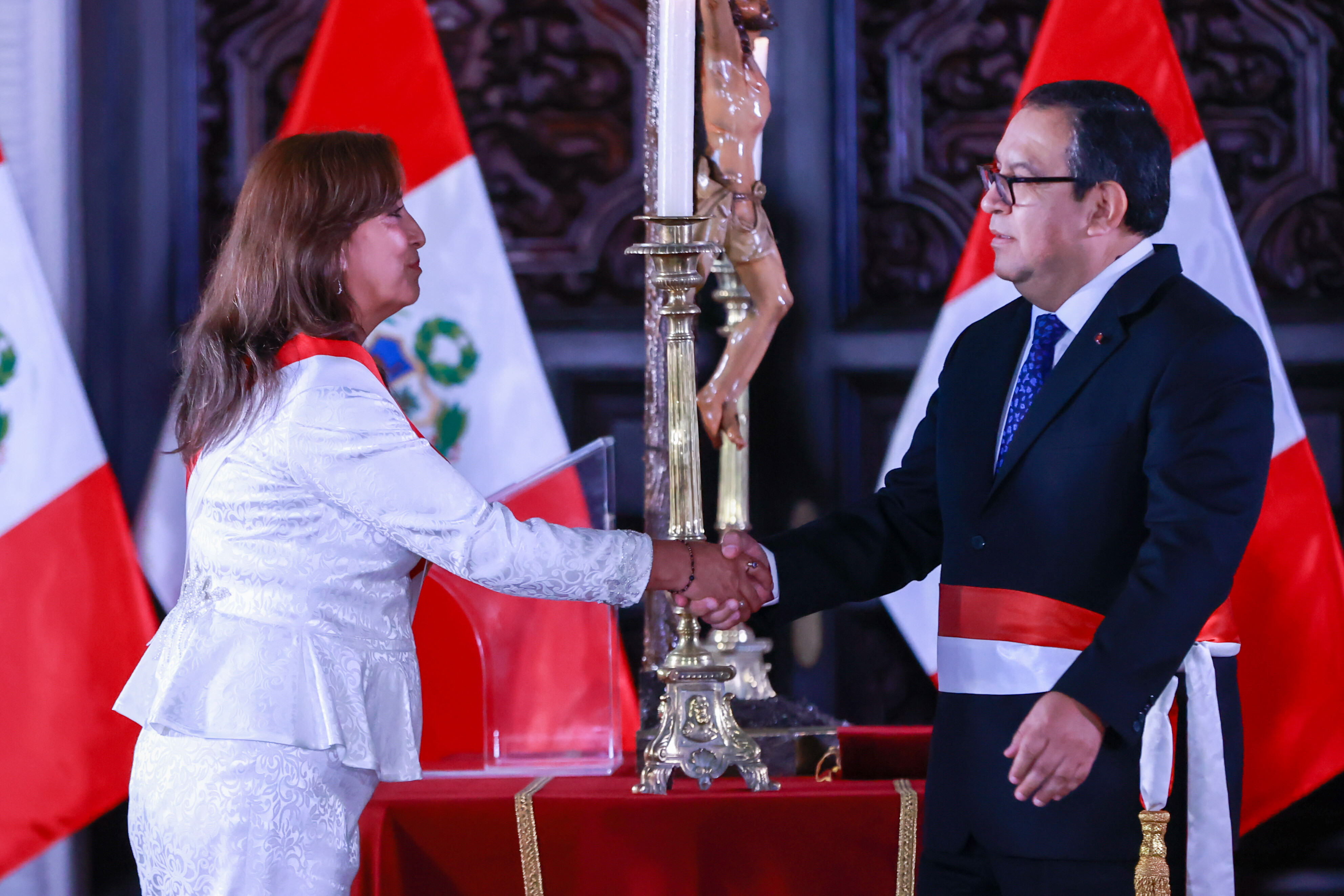
La presidenta Dina Boluarte y el primer ministro Alberto Otárola.

Algunos incidentes tuvieron lugar el 25 de diciembre, cuando efectivos del ejército y la policía nacional realizaron un operativo en la planta comprensora de Kepashiato (Cuzco), desalojando a 250 manifestantes que la habían tomado hace más de 10 días, resultaron dos personas heridas. El 2 de enero de 2023, más de 100 policías desalojaron de manera violenta a los manifestantes de regiones que se habían instalado en la plaza Manco Cápac en Lima. Algunas carreteras en Puno continuaron bloqueadas.

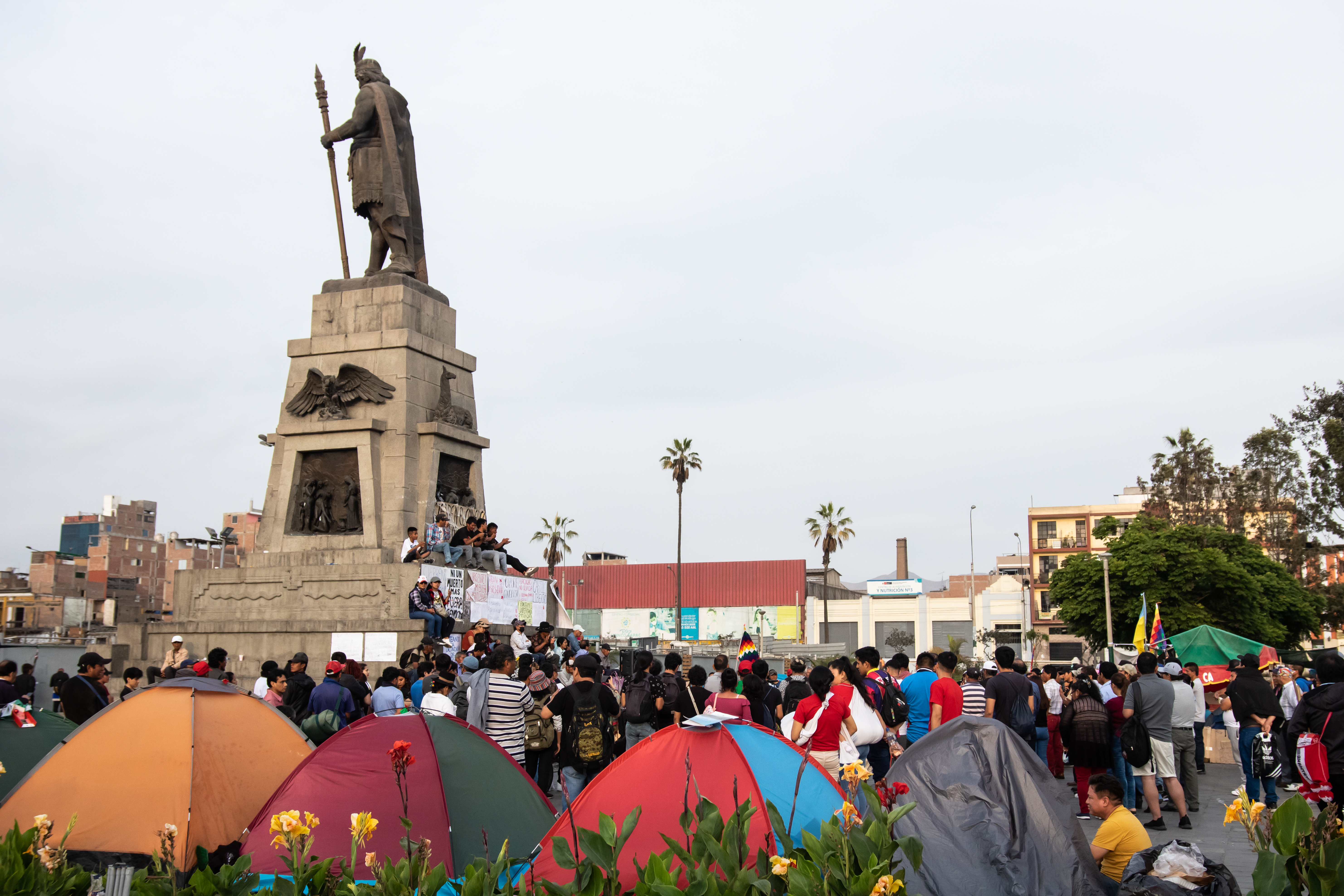
Los manifestantes que ocupaban la Plaza Manco Cápac, fueron desalojados el 2 de enero de 2023.

#### Acuerdos de la Coordinadora Macrorregional del Sur
El secretario general de la Federación Departamental de Trabajadores de Arequipa (FDTA), Jorge del Carpio Lazo, invitó a diversos dirigentes a reunirse el 28 de diciembre de 2022. Más de 70 dirigentes se reunieron en el Primer Encuentro Macrorregional de Organizaciones Sociales, «rumbo al paro nacional», realizado en el local de la FDTA, donde se firmó un acta convocando a nuevas movilizaciones. Entre las regiones representadas en la reunión de la FDTA estaban Puno, Cusco, Apurímac, Moquegua, Madre de Dios, Ayacucho y Arequipa. Fruto de ello, se conformó la Coordinadora Macrorregional del Sur el 29 de diciembre de 2022, un día después de la asamblea macrorregional.
El 31 de diciembre de 2022, en la Casa del Maestro de Juliaca, diversos dirigentes puneños se reunieron para acordar la radicalización de las protestas. La reunión fue convocada por Amador Núñez Díaz, presidente de las Organizaciones Populares de Puno y se acordó el rechazo al diálogo con el gobierno de Dina Boluarte «caso contrario, serían sancionados». Las peticiones de las nuevas marchas por parte de la Coordinadora Macrorregional del Sur, a partir del 4 de enero de 2023, se concretan en el documento pactado el 28 de diciembre donde se especificaron los siguientes puntos:
1. Cierre del congreso (que tildan de «golpista»).
2. Renuncia de Dina Boluarte, además de recibir una sanción por los 30 asesinados por «su lucha en su derecho a la protesta».
3. Adelanto de elecciones inmediatas (para «el año 2023»).
4. Convocatoria a una «Asamblea Constituyente plurinacional y popular».
5. Liberación de Pedro Castillo por su «ilegal detención».

### Estallido del sur y reagudización de la crisis (4 a 18 de enero)
El 4 de enero de 2023, se reportó 36 acciones de protestas en 17 departamentos, con 12 700 personas participantes. Los epicentros de las protestas a partir de la reactivación de las protestas nacionales, sucedieron en el Cuzco, con la paralización de actividades, bloqueos de vías, el incendio de un bus de la PNP, el intento de toma del Aeropuerto Internacional Alejandro Velasco Astete que dejó 1 civil muerto, 43 heridos y varios detenidos, enfrentamientos en el distrito de Wanchaq, la toma de la mina de cobre Antapaccay operada por Glencore, y la llegada de miles de manifestantes a la capital cuzqueña. En Apurímac, las provincias de Andahuaylas y Abancay se paralizaron económicamente. En Chanchamayo (Junín), se produjeron algunos enfrentamientos en el puente Pichanaki. Mientras que Puno, fue la región más afectada, con el bloqueo de casi todas las carreteras, y las ciudades de Puno, Juliaca e Ilave paralizadas, por los enfrentamientos sucedidos en este departamento entre el 4 y 8 de enero, se reportaron 62 heridos hospitalizados.

#### Masacre de Juliaca
El 5 de enero se registró un enfrentamiento entre manifestantes y la PNP en Juliaca con un saldo de 10 civiles y 4 policías heridos. El 7 de enero, se produjo un intentó de toma del Aeropuerto Internacional Inca Manco Cápac por los manifestantes, lo que desencadenó en enfrentamientos con la PNP, resultaron heridos 16 personas. Sin embargo, la represión policial en esta ciudad fue excesiva; se vio a agentes tratando de quemar un mototaxi, lanzando gases lacrimógenos desde helicópteros contra personas, rompiendo ventanas de casas y atacando a un niño. Las autoridades también le dispararon a un reportero gráfico de la agencia EFE en la pierna, amenazándolo diciendo «te vuelo la cabeza y sales muerto de aquí».
El clímax de violencia tuvo lugar el 9 de enero, cuando pobladores de Ananea, Azángaro, Ayaviri, Carabaya, Moho, Huancané y Putina marcharon a Juliaca para participar en las protestas, junto a los ciudadanos locales, sumaban aproximadamente 9000 manifestantes. En la tarde, los manifestantes intentaron tomar el Aeropuerto Internacional Inca Manco Cápac protegida por el mayor PNP Joel Arturo Tapia Guillén, fue en esos momentos en que la policía respondió con todo su arsenal. Los enfrentamientos se expandieron a diferentes calles de la ciudad. En total durante el día, fallecieron 18 manifestantes y fueron heridos más de 100. Durante la noche, la policía se retiró de los establecimientos y zonas comerciales, permitiendo a los vándalos e infiltrados iniciar un saqueo por estas zonas. Durante la madrugada la electricidad en Juliaca se fue, fue en ese momento en el que se supo sobre la muerte de un policía, quien fue incinerado dentro de su vehículo. Según información del Ministerio del Interior, el hombre recibió un disparo de bala a partir de una pistola guardada en su vehículo.

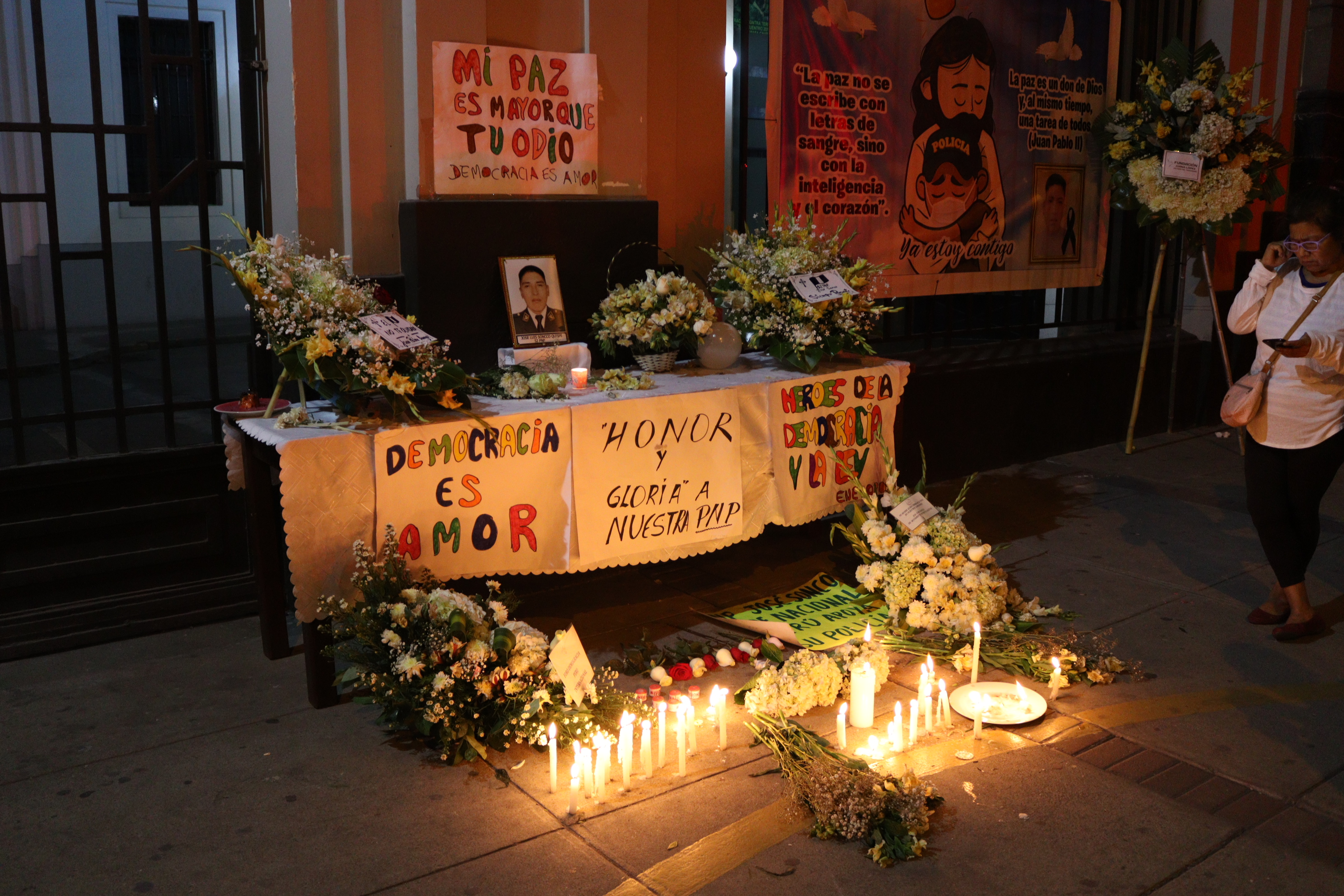
Monumento conmemorativo al policía fallecido en Juliaca.

La masacre del 9 enero tuvo como consecuencia, la declaración de duelo nacional por parte del gobierno al día siguiente, y la expansión nuevamente de las protestas al resto del país. Inmediatamente después del 9 de enero, las manifestaciones volvieron a reanudarse en Chimbote (Áncash). En Huancavelica manifestantes incendiaron las instalaciones del poder judicial de la ciudad de Lircay, bloquearon algunas calles, y atacaron a la comisaría huancavelicana con huaracas. En Tacna atacaron a la comisaría de aquella región y se produjeron diversos disturbios, mientras que los bloqueos en la Panamericana Sur se reforzaron. Otras protestas pacíficas sucedieron en Moquegua, Lambayeque, Arequipa y Ayacucho. Tan solo el 14 de enero, se registraron 100 puntos en carreteras bloqueadas en 11 departamentos.

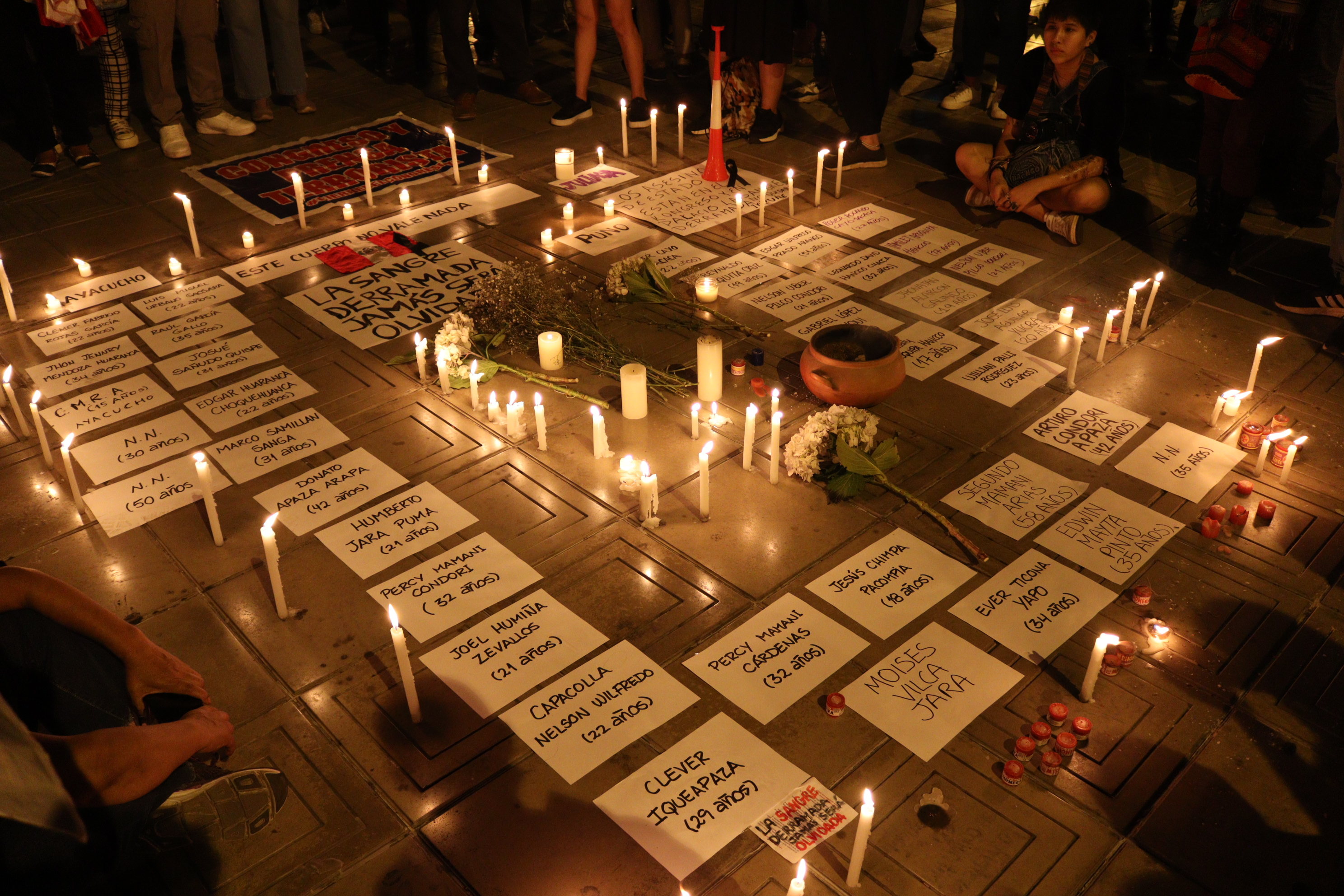
Memorial a los fallecidos a nivel nacional en enero de 2023.

A partir del 16 enero, los bloqueos y las protestas se reanudaron en el departamento de La Libertad. Se bloqueo temporalmente la Carretera Central en el cruce entre Pasco y Huánuco, mientras que en Cerro de Pasco se registraron movilizaciones, al igual que en Amazonas.

#### Bloqueo de Madre de Dios
Si bien en otras regiones del país, los manifestantes contaron con gran apoyo por parte del resto de la población. En el departamento de Madre de Dios otro fue el caso, la región se vio prácticamente tomada y sitiada por mineros ilegales y manifestantes radicales que en un intento de protestar contra el gobierno, aislaron al departamento. El 12 de enero, el distrito de Laberinto dentro de la provincia de Tambopata fue tomada por numerosos manifestantes quienes bloquearon una parte importante de la Ruta Interoceánica Brasil-Perú, por lo que Puerto Maldonado y el resto del país perdieron conexión terrestre. Paralelamente la ciudad de Puerto Maldonado, fue invadida por cientos de mineros ilegales quienes cometieron múltiples abusos como la colocación de cables invisibles en las calles, las autoridades y fuerzas policiales locales atinaron a no hacer nada. El mismo 12 de enero el gobernador Luis Otsuka Salazar acudió con la «marcha por la paz» a Laberinto para intentar desbloquear el tramo, desarrollándose enfrentamientos entre ambos bandos, se informó que Otsuka había contratado matones de nacionalidad venezolana.
Como consecuencia, el departamento y principalmente la ciudad de Puerto Maldonado empezó a sufrir desabastecimiento, de la papa y arroz en los restaurantes, expandiéndose con la carne de pollo, el agua y el combustible, las empresas regionales solo pudieron cubrir la demanda por un corto periodo, mientras que los precios se elevaron enormemente.

#### Viajes a la capital
Una de las acciones dentro del acuerdo de 28 de diciembre, por la Asamblea de la Macrorregión Sur, fue convocar a una nueva Marcha de los Cuatro Suyos en Lima. De hecho, aquello se gestó desde Puno cuando organizaciones sociales y gremiales adaptaron ese nombre para la reunión del 28 de diciembre. El 16 de enero, la Confederación General de Trabajadores del Perú (CGTP) se unió a las protestas y junto a la Asamblea Nacional de los Pueblos (ANP), el Sindicato Unitario de Trabajadores en la Educación en el Perú (SUTEP) y otras organizaciones (mayormente de izquierda) convocaron a un paro nacional de 24 horas el día 19 de enero, por lo que se estableció para aquella fecha como el día clave.
A partir del 15 de enero centenares de manifestantes de las provincias de Andahuaylas, Chincheros, Abancay, Antabamba y Cotabambas, conocidos como el «Batallón Apurímac» iniciaron un viaje en caravana hacia la capital. Paralelamente cientos de manifestantes de Cajamarca, Lambayeque, Amazonas, Cuzco, Puno, Arequipa, Cerro de Pasco, y Ayacucho, empezaron a llegar a Lima. 
En la noche del 17 de enero, un grupo de aproximadamente 30 universitarios pertenecientes a la Federación Universitaria San Marcos (FUSM) tomaron las instalaciones de la puerta 3 de la Universidad Nacional Mayor de San Marcos (UNMSM), y ofrecieron alojamiento a los manifestantes provenientes del sur para la marcha sobre Lima, recibiendo a más de 400 personas en las instalaciones de la universidad. Mientras que la Universidad Nacional de Ingeniería (UNI) por petición del presidente de la Asociación de Centros de Estudiantes de la UNI (ACUNI), Leandro Gámez, y acuerdo del consejo universitario encabezado por el rector Pablo Alfonso López, se aprobó recibir a los manifestantes provenientes de las distintas regiones del país, sin embargo, solo a delegaciones integradas por representantes estudiantiles. Los manifestantes exigieron justicia por los muertos en las semanas anteriores, reviviendo el lema «¡No matarás ni con hambre ni con balas!».

### Clímax de la crisis (19 de enero a finales de marzo)

#### Segunda marcha de los Cuatro Suyos
La denominada Segunda marcha de los Cuatro Suyos fue el pico más alto de las protestas desde diciembre de 2022. Inició con el «paro nacional, cívico y popular» convocado por la CGTP para el día 19 de enero, aquella fecha se reportó 127 puntos en carreteras bloqueadas, junto con movilizaciones ciudadanas en 18 regiones; Piura, Amazonas, Cajamarca, La Libertad, Ancash, Ucayali, Huánuco, Junín, Huancavelica, Ica, Ayacucho, Apurímac, Cusco, Puno, Madre de Dios, Moquegua y Tacna. Mientras que 7 provincias reportaron paralizaciones de actividades y bloqueos de calles;  Huaraz, Arequipa, Abancay, Barranca, Mariscal Nieto, San Román y Tacna. Diversos enfrentamientos tuvieron lugar en Cuzco, Juliaca (Puno), y en Arequipa, que comenzaron con el intento de toma de sus respectivos aeropuertos y culminaron en numerosos detenidos, heridos y 1 civil muerto. En Áncash se registraron disturbios, como el ataque a la Notaría Otárola, propiedad del hermano del primer ministro Alberto Otárola.

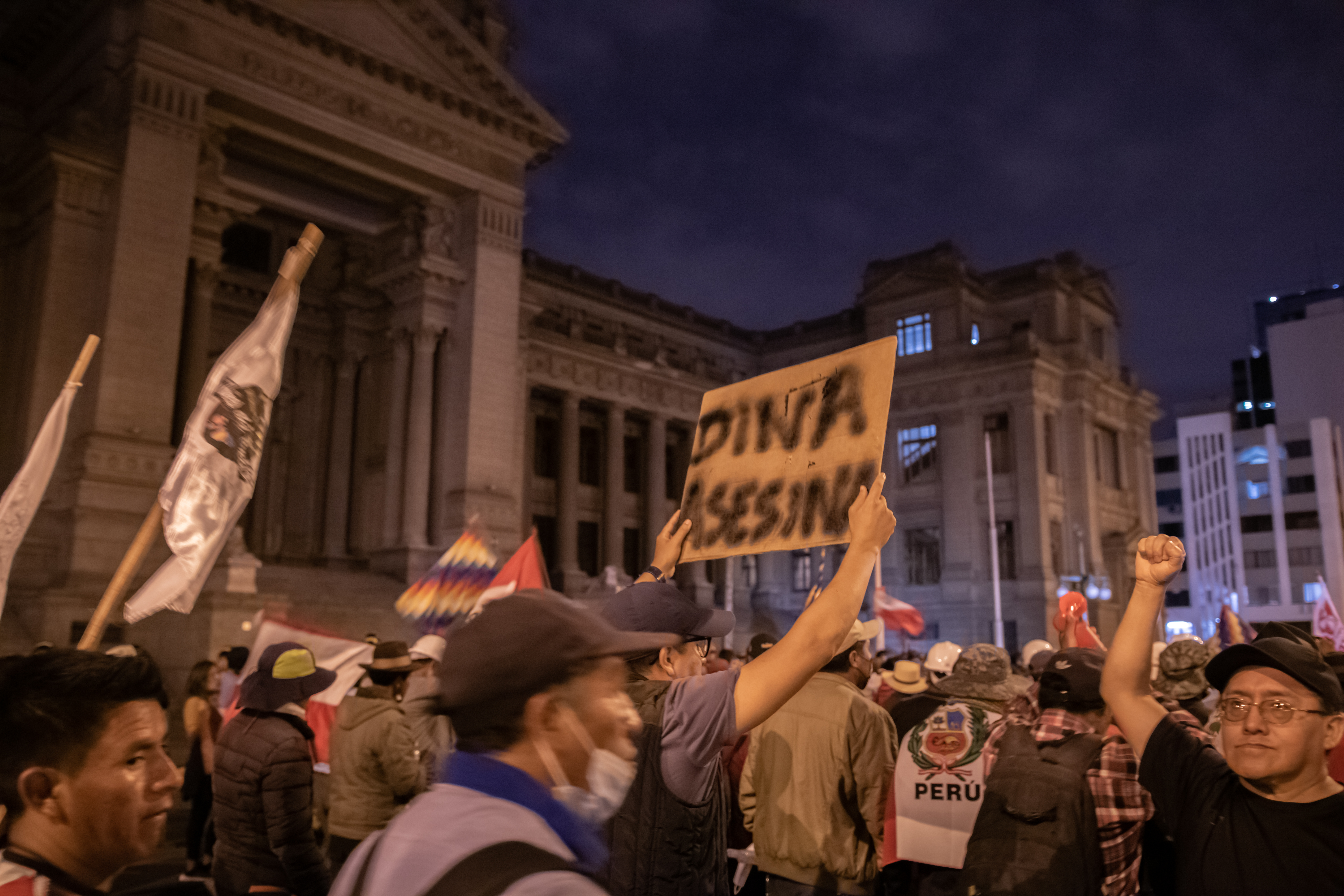
Protestas en Lima durante el paro nacional del 19 de enero.

Lima, la capital, fue el mayor epicentro. El gobierno se vio obligado a desplegar 11 800 policías, además de 120 camionetas, 49 vehículos militares, y tanquetas. Durante el día, según menciona la defensora del pueblo, Eliana Revollar, 7000 mil manifestantes se concentraron en el centro de Lima, y se desplegaron a varios puntos de la capital, entre ellos la Plaza 2 de mayo, la Plaza San Martín y el Campo de Marte, con el objetivo de llegar al Congreso de la República. Si bien las marchas fueron en un principio pacíficas, según el gerente de Seguridad Ciudadana de la capital, los primeros enfrentamientos se dieron en el parque universitario, expandiéndose a la avenida Nicolás de Piérola, en la avenida Abancay, en el distrito residencial de San Isidro, en el Paseo de los Héroes Navales, y en el parque Kennedy en Miraflores. Los enfrentamientos dejaron como saldo 22 policías y 16 civiles heridos, además de 40 detenidos. Para la noche de ese día, se reportó un incendio en un inmueble a una cuadra de la plaza San Martín, los bomberos acudieron de inmediato a apagar el incendio.

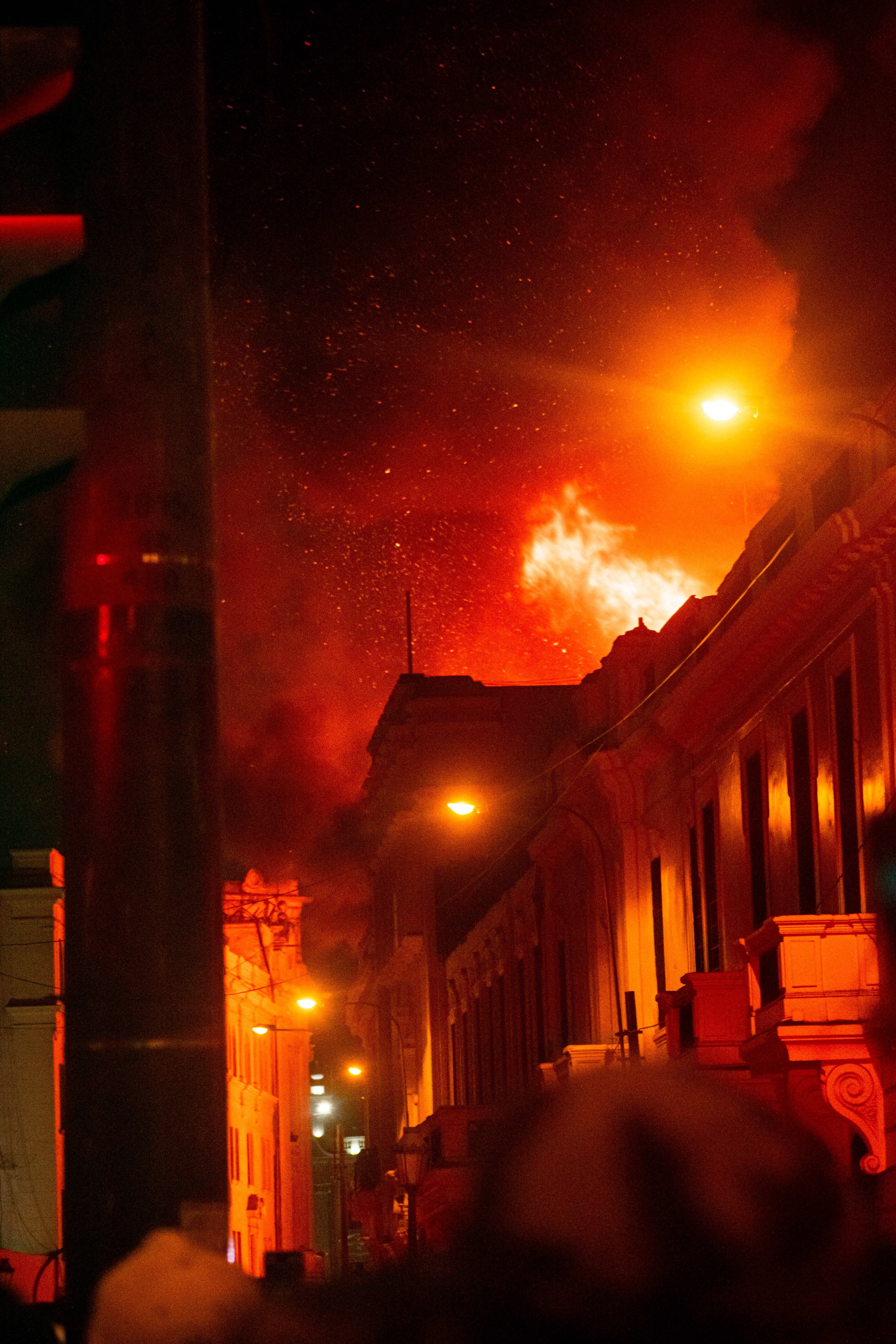
La casa Marcionelli sufrió un incendio durante el paro nacional del 19 de enero.

El gobierno declaró en estado de emergencia a los departamentos de Amazonas, Tacna y La Libertad. El 20 de enero, sucedieron enfrentamientos en la Panamericana Norte en Chao con un saldo de 2 civiles muertos, en Arequipa, Cuzco y Puno. Mientras que en Lima, se registró otra gran marcha, que culminó en violencia y enfrentamientos nuevamente. Se reportaron 106 puntos con tránsito interrumpido en 12 regiones involucradas.
El 21 de enero, la jornada de los Cuatro Suyos finalizó con la intervención policial a la Universidad Nacional Mayor de San Marcos, principal bastión de los manifestantes en Lima. Una tanqueta de la Policía Nacional del Perú destruyó la puerta 3 de la ciudad universitaria para proceder con la intervención, 563 efectivos policiales ingresaron, previamente habían lanzado bombas lacrimógenas. Para la intervención policial, se incorporaron además, múltiples vehículos policiales y un helicóptero de apoyo que sobrevoló la zona durante toda la operación, se reportaron un total de 205 personas detenidas. Durante la noche, la fiscalía ordenó la liberación de todos los intervenidos en San Marcos.
A partir del 22 de enero se registró una crisis social de continuas movilizaciones y marchas, acompañada de una económica con desabastecimiento, perdidas económicas enormes y el reporte de algunas empresas en quiebra. Las manifestaciones, en su mayoría pacíficas, se tornaron violentas en algunas ciudades. En Arequipa se atacó a la comisaría de El Triunfo en La Joya, que terminó con 1 policía retenido y un canje de prisioneros efectuado, semanas después la policía detuvo de manera arbitraria a un dirigente de la CGTP. En Piura, manifestantes rechazaron y atacaron a la ministra de vivienda, Hania Pérez. En Ica, vándalos atacaron los fundos Agrovictoria, Natalia, Fraile y Agrolatina. En Loreto 200 manifestantes awajun tomaron las instalaciones del Estación 5 del Oleoducto Norperuano. Mientras que, en Puerto Maldonado (Madre de Dios) intentaron tomar la sede del gobierno regional luego de enterarse de la visita del premier Otárola, retuvieron a un policía al que incluso agredieron y desnudaron, y atacaron la casa del gobernador regional de Madre de Dios con piedras y otros objetos, quien tuvo que defenderse con disparos al aire.

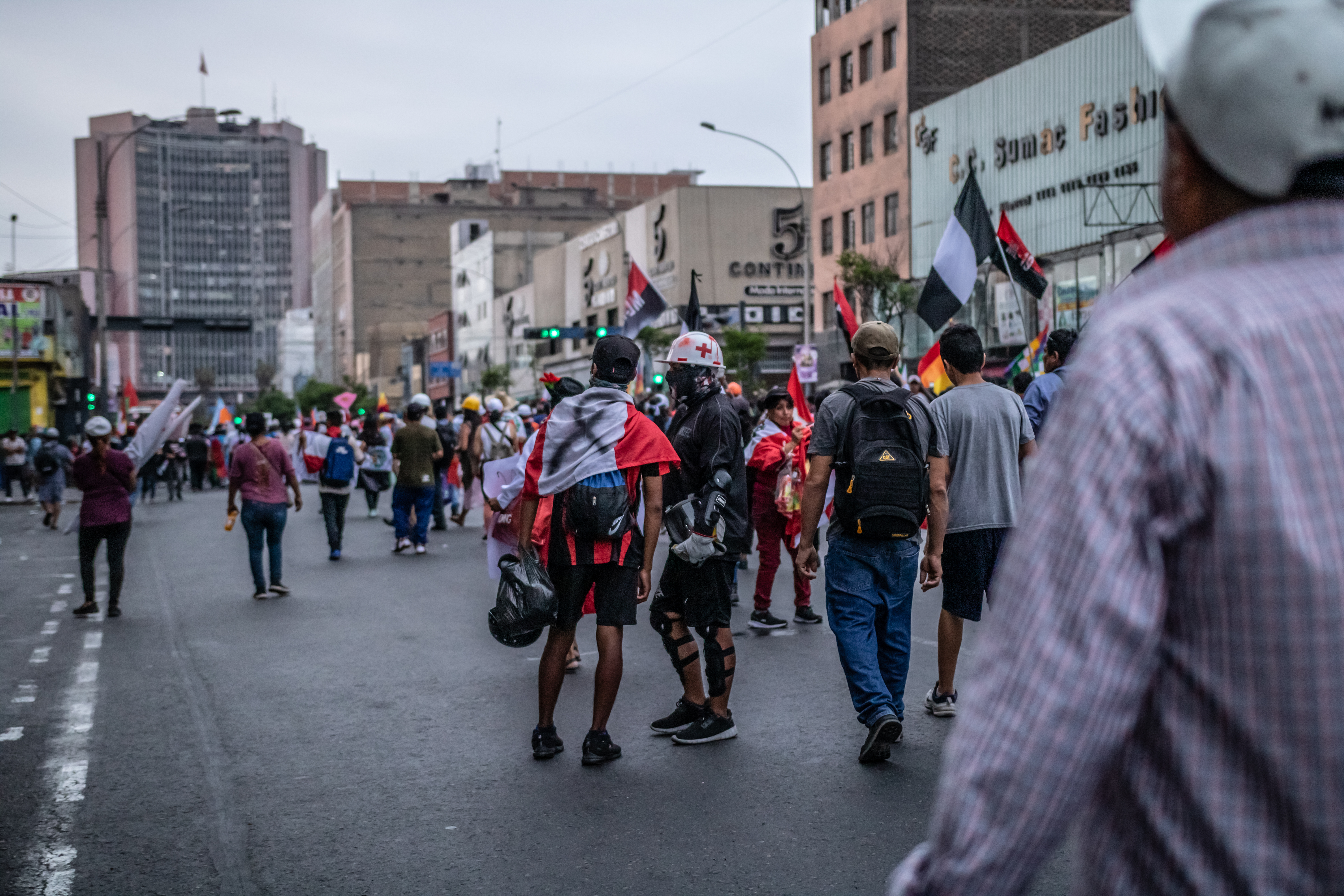
Protestas en Lima el 28 de enero.

En la capital, las marchas se realizaron diariamente y siempre terminaban en enfrentamientos, además, la llegada de manifestantes del interior del país se siguieron registrando, en estas nuevos viajes, acudieron civiles de Tacna, Huancavelica, Piura, universitarios de la Universidad Nacional del Centro del Perú, entre otros. En este contexto, se desarrollaron los tres últimos episodios de importancia. El 24 de enero, se llevó a cabo la llamada «gran marcha nacional» que agrupo a numerosas regiones del país nuevamente, pero sin alcanzar la magnitud del paro nacional del 19 de enero. El 28 de enero, se llevaron a cabo violentos enfrentamientos en el Centro de Lima, lo que provocó ataques a la Corte Superior de Justicia y una feroz represión policial, que dejó como saldo 1 civil muerto y un herido de gravedad. Por último, el 4 de febrero se desarrolló la «gran marcha de los conos de Lima» donde a los manifestantes de regiones, se plegaron ciudadanos de los sectores de Lima Norte, Lima Sur y Lima Este.

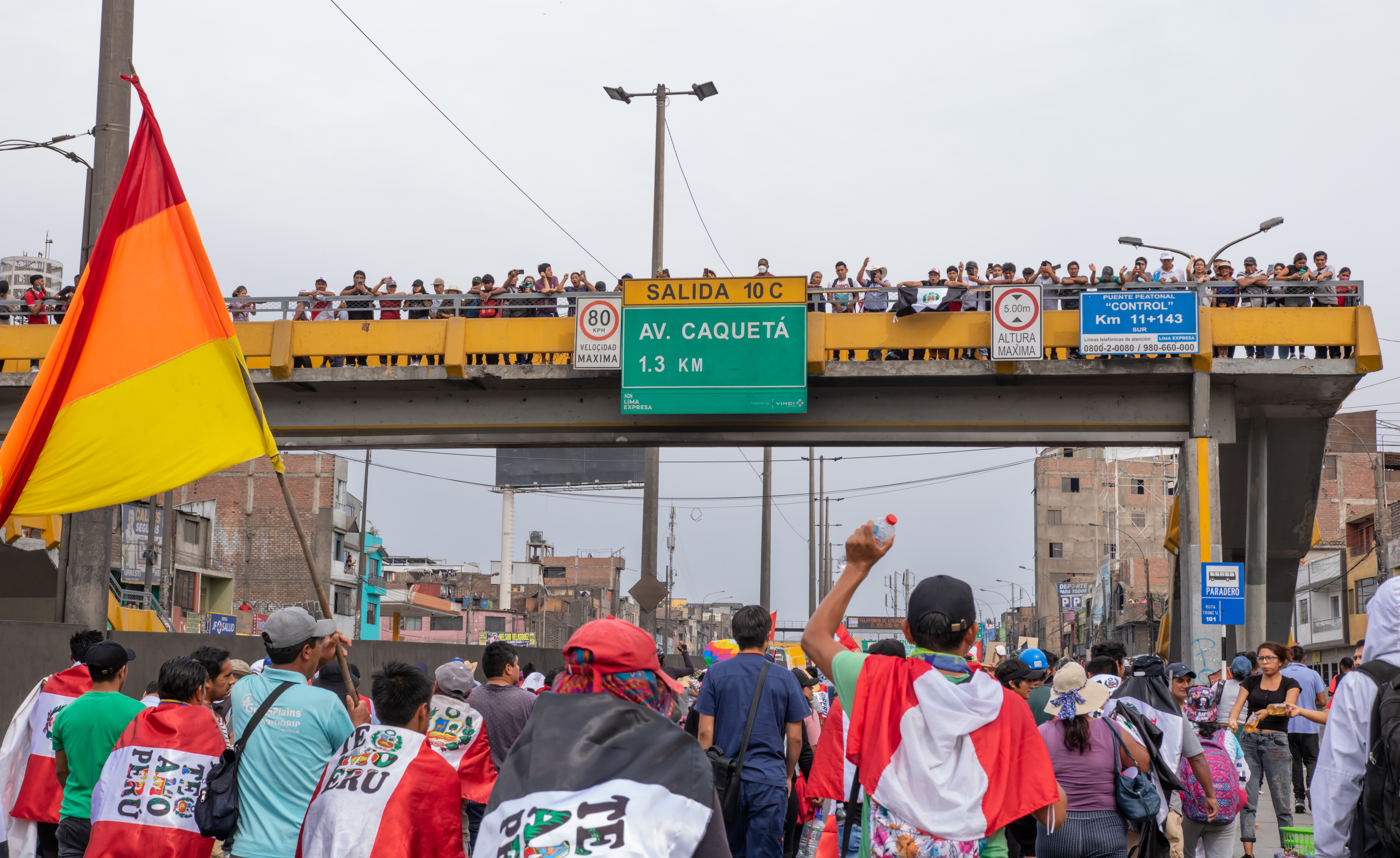
Gran marcha de los conos de Lima.

#### Militarización de Puno
Con el estallido del sur, la región de Puno se paralizó totalmente. Del 18 al 22 de enero, se reportaron el incendio de las comisarías de Macusani con el saldo de 2 civiles muertos, de Zepita, Ilave, y Yunguyo. Las últimas tres se encontraban abandonadas por sus unidades policiales, quienes se habían replegado y resguardado en el Cuartel Militar de Ilave, donde de hecho, el 21 de enero se reportó 12 detenidos en sus instalaciones, de los cuales 10 sufrieron abusos físicos. A partir del 24 de enero, el gobierno envío a más de 500 militares provenientes de cuarteles de Moquegua y Tacna a la región. Con estos acontecimientos, la policía anunció su repliegue. y Puno paso hacer un «estado de excepción», donde según el mismo jefe del comando conjunto de las fuerzas armadas, Manuel Gómez de La Torre:
«Las Fuerzas Armadas asumen el control interno solo de Puno y la Policía pasa a ser uno de nuestros componentes al igual que el Ejército, Marina, Fuerza Aérea y las Fuerzas especiales, pero la intención es en Puno generar el orden interno»

#### Bloqueos en la Red Vial Nacional y consecuencias
La Red Vial Nacional fue un punto clave para los protestantes, además de registrarse bloqueos y desbloqueos, fue también un escenario de enfrentamientos y con repercusiones en las marchas y el desabastecimiento de productos. El 23 de enero se reportaron 74 puntos en carreteras bloqueadas en 10 regiones, el 1 de febrero hubo 79 puntos bloqueados, mientras que el 10 de febrero se registraron 71 puntos con tránsito interrumpido. Ante la crisis que venía generando el bloqueo de carreteras y su importancia en el sostenimiento de las marchas, el Ministerio del Defensa y del Ministerio del Interior publicaron un comunicado conjunto donde anunciaban el ingreso del ejército para despejar las vías bloqueadas a nivel nacional.
Algunos de los puntos que fueron bloqueados y posteriormente desbloqueados por la PNP y el ejército se ubicaron en Arequipa, Puno, Tacna, y en la vía Federico Basadre en Ucayali, mientras que los puntos con mayor magnitud se concentraron en las siguientes vías:
- Panamericana Sur: Bloqueado en múltiples sectores desde diciembre, fueron tres los bastiones de los manifestantes; Barrio Chino, Expansión Urbana y El Álamo. El 24 de enero, 200 manifestantes bloquearon el sector Cerro Azul, sin embargo, la PNP la desbloqueo rápidamente.[399] Al día siguiente, la policía desplego alrededor de 800 efectivos de la Dinoes para desbloquear Barrio Chino y Expansión Urbana, sin embargo solo la desbloquearon temporalmente,[400] el saldo de los enfrentamientos sucedidos aquel día fue de 57 policías y 16 civiles heridos, uno de ellos fue retenido y golpeado salvajemente.[401] El 30 de enero, gran personal militar pudo liberar definitivamente Barrio Chino, Expansión Urbana y El Álamo.[402] El 3 de febrero, como día antecesor a la «marcha de los conos de Lima», cientos de manifestantes bloquearon brevemente el sector Surco.[403] El 6 de febrero, gran cantidad de manifestantes bloquearon la carretera a la altura del puente Alipio, sin embargo, fueron dispersados por la PNP poco después.[404]
- Carretera Central: Desde diciembre únicamente se registró bloqueos en la vía Pichanaqui-Satipo, y en el cruce de Cerro de Pasco y Huánuco. El 26 de enero, 100 manifestantes bloquearon el sector de Pucará,[405] producto de ello hubo un muerto,[406] sin embargo, a los dos días fue liberada. El 1 de febrero, cientos de manifestantes bloquearon el sector de Morococha (Tramo Lima-La Oroya) y la carretera Marginal de Pichanaqui,[407] lo que repercutió en una gran movilización en forma de apoyo en Huancayo.[408] Al día siguiente se llevó a cabo la llamada «toma de La Oroya», con múltiples bloqueos temporales en los puntos de dicha provincia.[409] Finalmente, la carretera central fue liberada completamente el 3 de febrero.[410]

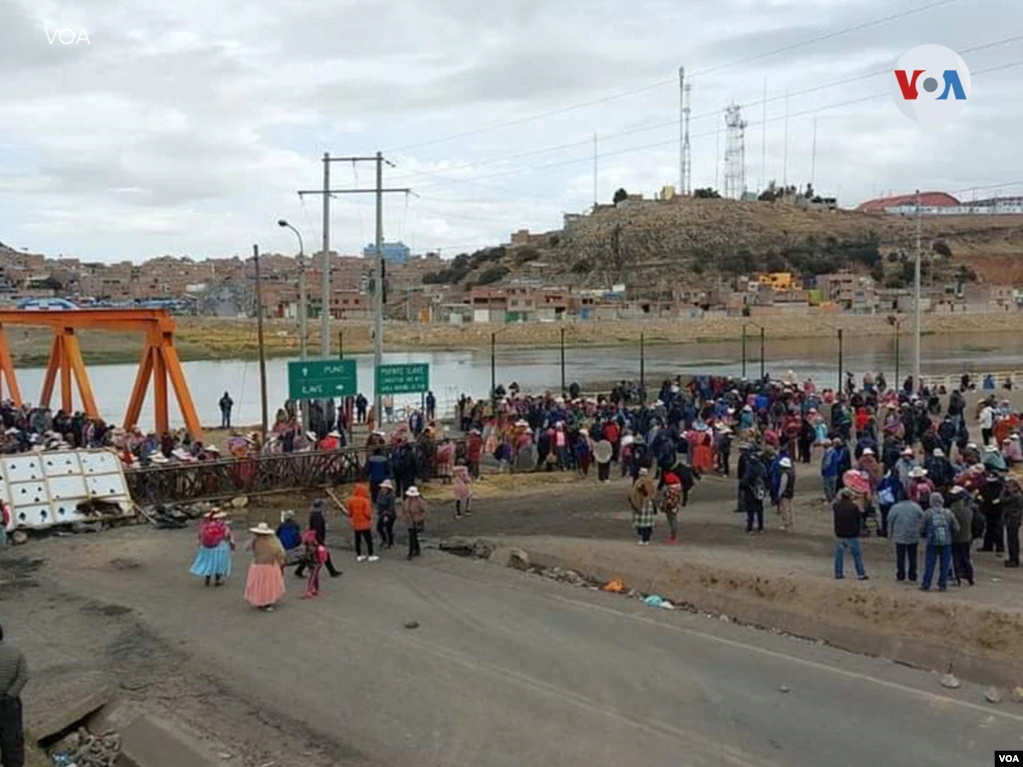
Manifestantes bloqueando la carretera internacional de Ilave.

El bloqueo de carreteras generó desabastecimiento de productos en Apurímac, Ica, Chiclayo, Pucallpa, Arequipa, Cuzco, Puno y Madre de Dios, siendo esta última región la más afectada.
El 1 de febrero, el Congreso de la República rechazó por última vez, el adelanto de elecciones generales para 2023. El 5 de febrero, el gobierno declaró en estado de emergencia en 7 regiones del país: Madre de Dios, Cusco, Puno, Apurímac, Arequipa, Moquegua y Tacna, los que sumándose a los departamentos anteriormente declarados, prácticamente todo el país volvió a estar en estado de emergencia. La intensidad de las marchas culminaron con dos sucesos importantes, el 9 de febrero se produjo el último intento de toma del aeropuerto de Juliaca en Puno, que dejó como saldo 23 personas heridas. Paralelamente en el sector Siete Vueltas de la vía Aymaraes (Apurímac), un contingente policial embosco a dos camiones de manifestantes, dejando como saldo 1 muerto, 3 heridos de bala y 39 detenidos, al día siguiente un policía fue secuestrado.

### Reestabilización y situación actual (11 de febrero a 23 de marzo)
A partir del 11 de febrero las protestas empezaron a disminuir gradualmente, los enfrentamientos violentos se aislaron y algunas organizaciones dieron treguas o simplemente ya no convocaron a marchas.

#### Contraofensiva del gobierno
El gobierno aprovecho la pérdida de intensidad de las protestas y priorizó acabar con los principales frentes de conflicto, así como de continuar con la liberación de la Red Vial Nacional. Tanto el 23 de enero como el 9 de febrero, el gobierno envío ayuda humanitaria al departamento de Madre de Dios. El 11 de febrero se ordenó al Batallón de Ingeniería de la Sexta Brigada de Fuerzas Especiales del Ejército del Perú y a la Policía Nacional del Perú intervenir en la localidad de Laberinto, que es la principal vía hacia Puerto Maldonado (Madre de Dios), en 1 día, las localidades bloqueadas de Laberinto, La Pampa y La Alameda fueron despejadas de los bloqueadores con un saldo de 6 manifestantes detenidos y 7 policías heridos, de esta forma la Ruta interoceánica Brasil-Perú fue liberada y el bloqueo de Madre de Dios culminó luego de poco más de 1 mes.

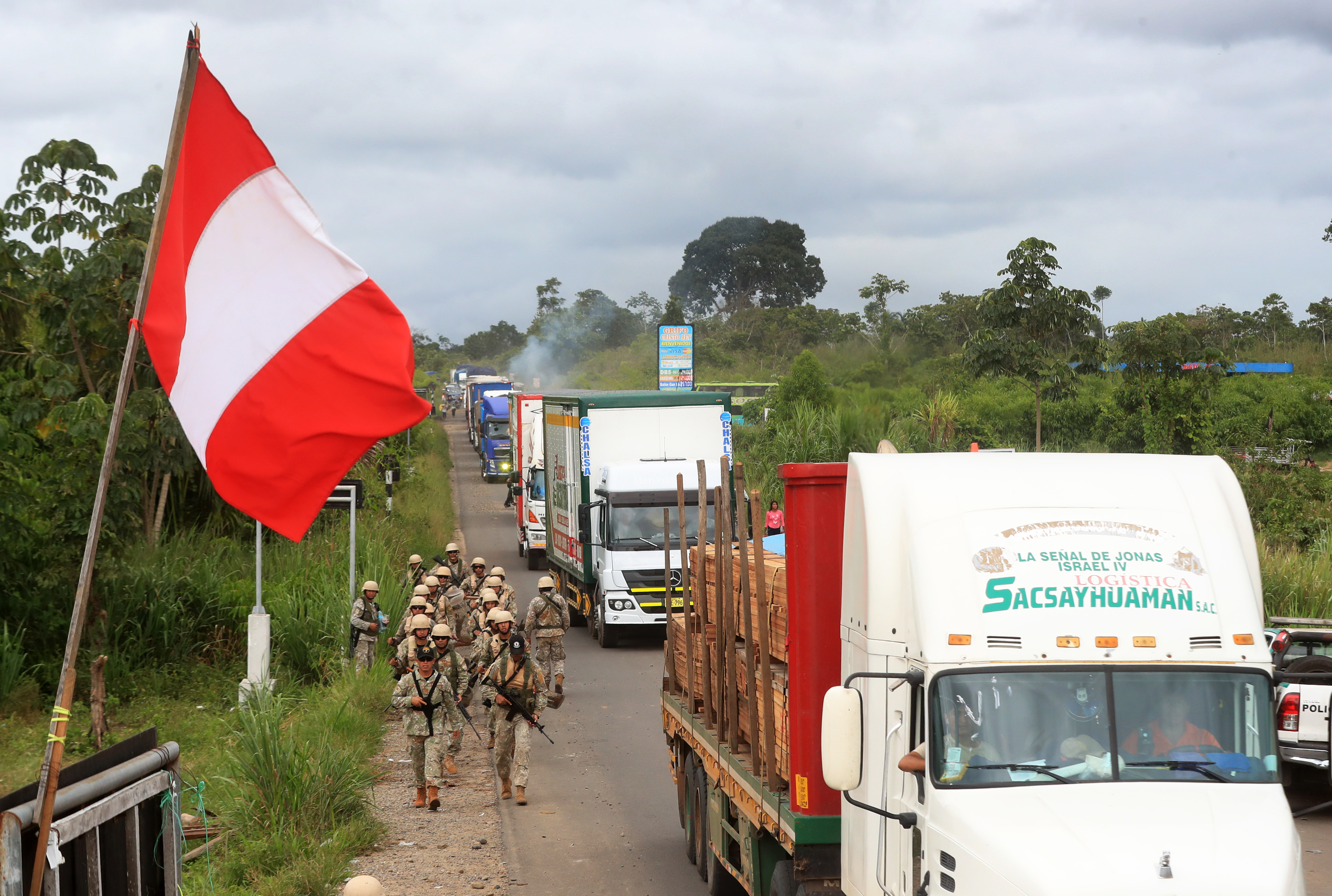
Militares desbloqueando la carretera interoceánica en Madre de Dios.

En Apurímac, el policía secuestrado fue liberado en Huancabamba (Andahuaylas), mientras que todos los manifestantes detenidos fueron puestos en libertad. En los días siguientes, con la liberación de vías por las autoridades y las treguas otorgadas por los manifestantes, el 16 de febrero se reportó el completo regreso a la normalidad en la región. En la región Puno, el gobierno creó el llamado «Comando Unificado» que integra a miembros de la Policía Nacional, Ejército Fuerza Aérea del Perú y la Marina de Guerra del Perú, que tiene por objetivo restablecer el orden interno en el departamento e identificar a los azuzadores.
Los bloqueos en la Red Vial Nacional cayeron enormemente, el 13 de febrero se registró 33 puntos con tránsito interrumpido en 5 regiones, el 16 de febrero se reportaron 50 puntos solo en Puno y Cuzco, mientras que el 20 de febrero únicamente Puno registraba bloqueos en 35 puntos. El mismo día, se actualizó el reglamento militar, permitiendo ahora a los soldados "disparar en una zona del cuerpo donde se controle la acción letal, en caso de que sea atacado con un objeto contundente".

#### Desgaste de las protestas
El 14 de febrero se reportó que las protestas se redujeron al 6,6% del territorio nacional y solo afectaron a 5 regiones. Cajamarca anunció una tregua temporal que iniciará el 18 de enero y culminará el 11 de marzo, días en los que se desarrollara el carnaval de dicha región. En respuesta a esta tregua, el Comando Unitario Macrorregional del Norte, intentando replicar las acciones de su contraparte del sur, convocó a un paro de los departamentos del norte durante los días 17 al 20 de febrero. Sin embargo, no se logró más que unas cuantas movilizaciones en ciertas ciudades y bloqueos esporádicos en la Panamericana Norte. En el sur, Arequipa no acató masivamente una jornada de protestas el 20 de febrero, al igual que Cuzco y Ayacucho el 22 de febrero.

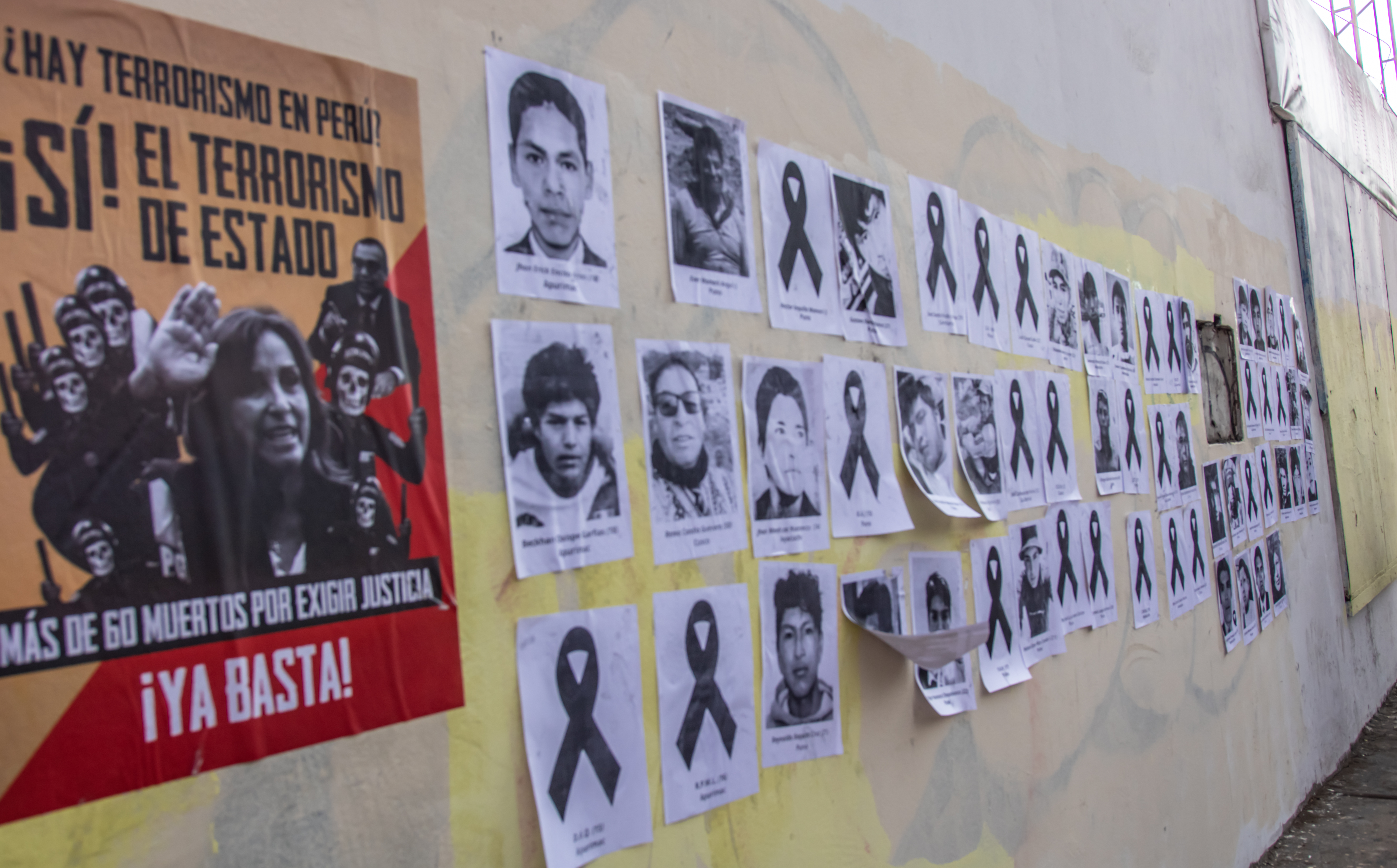
Monumento conmemorativo a los fallecidos a nivel nacional en febrero de 2023.

#### Puno e intentos de expansión
Con el desgaste de las protestas, diversas organizaciones intentan volver a expandir las protestas a nivel nacional. El 21 de febrero, se desarrolló en la Facultad de Ciencias Sociales de la Universidad Nacional Mayor de San Marcos una charla llamada «Crisis política y propuestas de solución» a cargo principalmente de Aníbal Torres junto a Héctor Béjar y Duberlí Rodríguez, donde dichos personajes llamaron a quemar la constitución, seguir luchando y pedir una nueva constitución que cambie el sistema actual y la liberación de Pedro Castillo. El 25 de febrero, el Comité Nacional de Lucha Unificado del Perú (CONULP) convocó a un paro nacional indefinido denominada como la «Segunda Toma de Lima» a partir del 1 de marzo, según Caretas, el CONULP liderado por Diego Motta se disputa el liderazgo de las próximas manifestaciones con el Comité Nacional de Lucha de las Regiones (CNLR) liderado por Alberto Yucra.
La región Puno, se convirtió desde el 20 de febrero, en el único departamento con paralizaciones y bloqueos locales, a la vez, también se volvió un factor importante en el sostenimiento de las protestas y los intentos de expansión a nivel nacional. Esto último, se concretó con el inicio de la campaña civil llamada «Volveremos y seremos millones», la que inició el 27 de febrero con la salida de hasta 5 camiones de manifestantes a la capital. El 1 de marzo, las protestas en Lima se reanudaron después de días, sin embargo, a pesar de ser pacíficas, la policía los expulsó con bombas lacrimógenas del Centro de Lima. El 4 de marzo, se reportaron agresiones al personal PNP, mientras que en Puno hubo una serie de enfrentamientos con 37 personas heridas. Al día siguiente, 6 soldados murieron ahogados en el río de Ilave, cuando intentaban abandonar dicha localidad. El 10 de marzo, Alberto Otárola, informó que el Consejo de Ministros acordó levantar el estado de emergencia en el departamento de Lima. En los siguientes días, se presentaron sucesos de rechazo de la población hacia distintos congresistas en Tacna, y Arequipa, mientras que en Ayacucho expulsaron al viceministro de Prestaciones y Aseguramiento en Salud, Henry Rebaza Iparraguirre, y en Abancay al ministro de Energía y Minas, Óscar Vera Gargurevich. El 21 de marzo, falleció un joven manifestante cuzqueño, que se encontraba herido de 36 impactos de perdigón lanzadas por la PNP. Dos días después, los manifestantes en Puno, acordaron flexibilizar las protestas en dicha región.

## Eventos posteriores

### Acuerdos del Comando Nacional Unitario de Lucha
Desde marzo ya se hablaba de una otra posible «tercera Toma de Lima», cuyo nombre provisional fue «marcha rumbo a Lima». Dicho evento empezó a programarse el 6 de mayo durante una reunión de dirigentes de la Coordinadora Macrorregional del Sur en la ciudad de Yunguyo (Puno). Entre el 1 y 2 de julio, en el «Primer Encuentro Nacional de los Pueblos y Organizaciones del Perú» en el local de la Asociación Cabanista, en el distrito de Puente Piedra (Lima), alrededor de 800 dirigentes de todo el país pertenecientes a la Asamblea Nacional de los Pueblos (ANP), a la Confederación General de Trabajadores del Perú (CGTP), a la Central Única Nacional de Rondas Campesinas del Perú (Cunarc), a la Federación de Pueblos Jóvenes, así como también de la Coordinadora Macrorregional del Sur, Macro Norte, Macro Centro y organizaciones de construcción civil se reunieron en una asamblea nacional. En ella acordaron retomar las protestas contra Dina Boluarte y liderar la «tercera Toma de Lima» prevista para el 19 de julio, en honor al paro nacional de 1977.
Para unificar a otras facciones políticas y liderar la «tercera Toma de Lima» y acciones posteriores, los dirigentes crearon el Comando Nacional Unitario de Lucha (CNUL), organismo gremial compuesto de 20 dirigentes y 26 delegados de todo el país. El dirigente de la CGTP, Erwin Salazar, manifestó que tras el resultado de las cuatro mesas técnicas se aprobaron distintos planteamientos, uno de ellos fue la creación del Comando Nacional, el cual fue aprobado por unanimidad. Los dirigentes consideran que «el gobierno de Boluarte es dictatorial y carece de legitimidad ante un alto rechazo de la ciudadanía». La plataforma de lucha del Comando Nacional Unitario de Lucha es el siguiente:
1. Renuncia de la presidenta Dina Boluarte.
2. Cierre del Congreso de la República.
3. Elecciones generales.
4. Asamblea Constituyente para una nueva constitución política.
5. Liberación de todos los manifestantes detenidos desde el inicio de las protestas.
6. Sanción para los responsables de las muertes de civiles en las protestas.

Según Infobae, para mediados de julio las protestas están principalmente apoyadas por el Comité Nacional de Lucha Unificado del Perú (CONULP), el Comando Nacional Unitario de Lucha (CNUL) y el centro liberal de izquierdas y derechas. No obstante, los tres grupos en común comparten el adelanto de elecciones y las sanciones a los responsables de las muertes en la convulsión social. Ante ello, el gobierno de Dina Boluarte inició una campaña de desprestigio contra las protestas.

### Tercera Toma de Lima

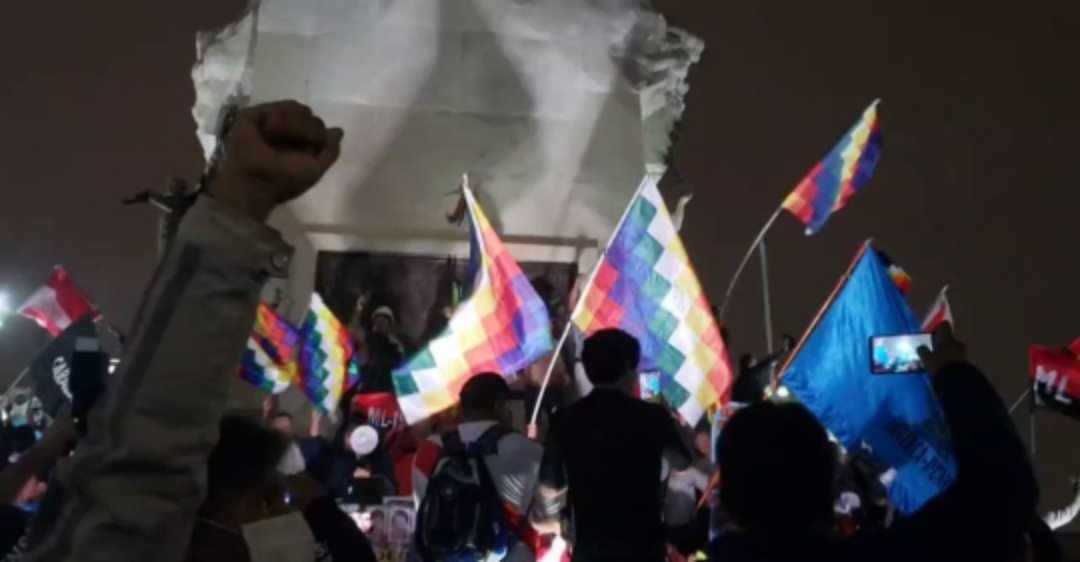
Manifestantes en la Plaza San Martín, el 22 de julio.

Durante todo el día, la Defensoría del Pueblo reportó movilizaciones en 59 provincias (en todas las regiones del país), junto a bloqueo de vías en 23 provincias. Según el ministerio del Interior, se informó la asistencia de 21 mil personas en las marchas a nivel nacional. Las protestas fueron contundentes en Arequipa, Puno, Ayacucho y Huancavelica. En esta última región, universitarios mantuvieron tomada la Universidad Nacional de Huancavelica, y durante la tarde, manifestantes quemaron la puerta de la prefectura regional. En Cajamarca, universitarios tomaron la Universidad Nacional de dicha región. En Lima, la Confederación General de Trabajadores del Perú (CGTP) y la Federación Universitaria de San Marcos (FUSM) apoyaron la marcha. En la noche, manifestantes llegaron a los exteriores del Congreso.
El Comando Nacional Unitario de Lucha (CNUL) hizo una conferencia donde anunció fuertes movilizaciones para los días 28 y 29 de julio. Se convocó para el viernes 28 una marcha denominada «Gran Marcha Nacional de Todas las Sangres». Según el reporte de la Defensoría del Pueblo, el 28 de julio, hubo 6 heridos: 4 civiles y 2 policías. También reportó manifestaciones en 21 provincias.

### Manifestaciones a un año de la convulsión social

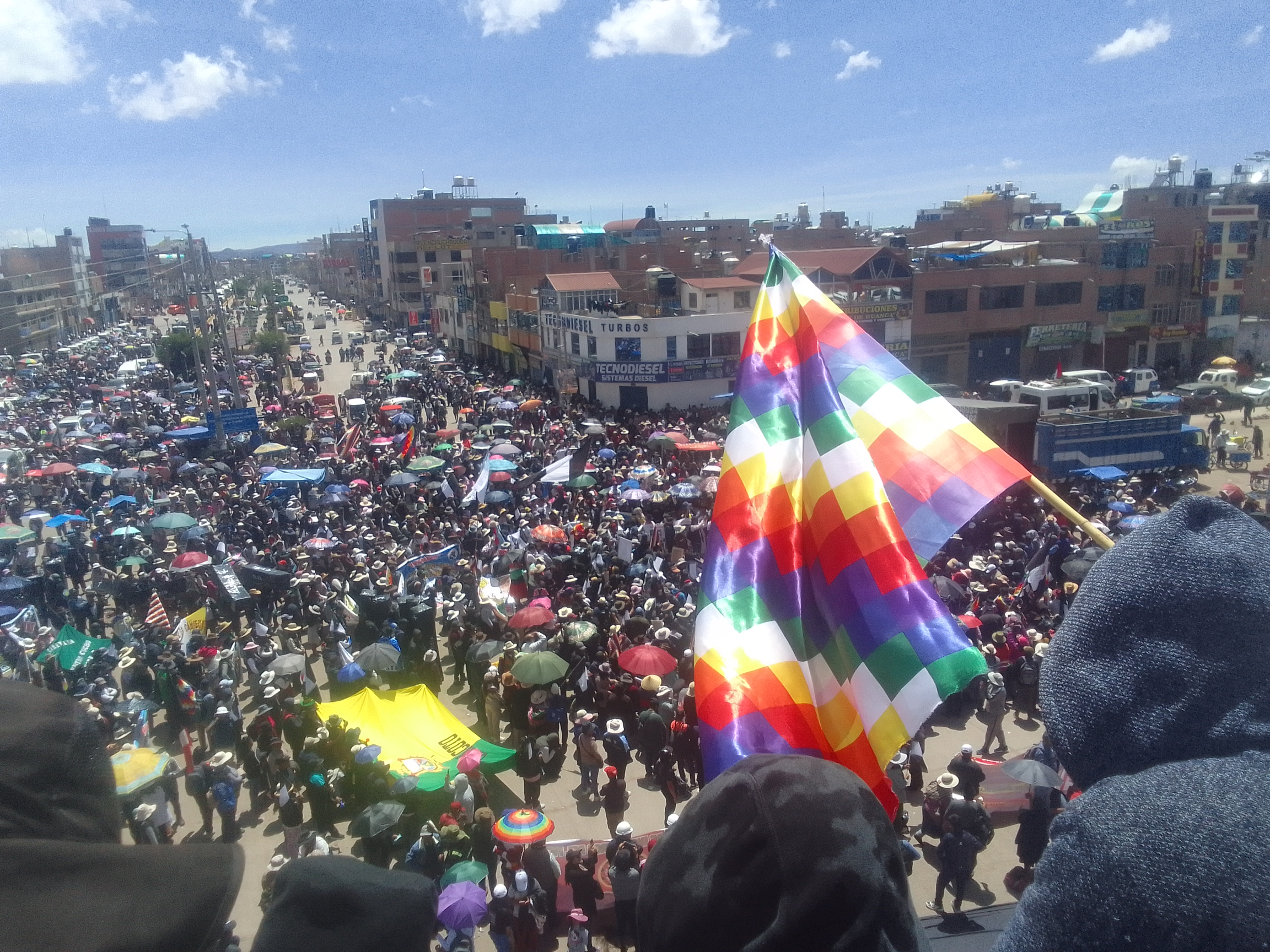
Manifestaciones por el primer año de la masacre de Juliaca.

Para conmemorar el primer año de la convulsión social, se llevó a cabo una manifestación pública el 7 de diciembre de 2023, que se extendió a 15 de las 25 regiones del país. Durante la movilización, se solicitó la renuncia de los representantes del Poder Ejecutivo y Legislativo, así como la reorganización integral del Ministerio Público, institución acusada de casos de corrupción durante la gestión de Patricia Benavides.
El 9 de enero, las manifestaciones públicas continuaron simultáneamente con la realización de eventos culturales en la ciudad de Juliaca. Este día se caracterizó por la solidaridad que las congresistas Susel Paredes y Ruth Luque expresaron hacia aquellas personas afectadas por las medidas de represión llevadas a cabo por la policía nacional.
En el marco del mes de las conmemoraciones, Dina Boluarte optó por no participar en los actos oficiales y continuó con su agenda en zonas donde se concentró rechazo. Durante su visita a Ayacucho, en la cual inauguró una serie de obras locales, se acercó a los asistentes para entregarles golosinas. En ese momento, dos familiares de víctimas de la represión policial encararon a la mandataria, calificándola de «asesina». Organizaciones sociales mostraron solidaridad hacia las dos familiares. Sin embargo, en respuesta a esta situación, la presidenta Boluarte expresó que sus detractores imparten «ideologías que todavía prevalecen en una escala no mayoritaria».
La Defensoría del Pueblo señaló que la convulsión social no ha concluido en departamentos críticos como Puno y advirtió que la llegada de Boluarte podría ser vista por la ciudadanía como una provocación. Esto coincide con el acuerdo del Consejo de Autoridades Originarias de Puno para declarar a Boluarte y Otárola como personas no invitadas. Asimismo, la población puneña ha solicitado a la Federación de Folklore que se abstenga de invitar a agentes de la Policía Nacional y de las Fuerzas Armadas en la Fiesta de la Candelaria. Cabe destacar que la edición 2024 de esta festividad se celebró sin la participación de estas fuerzas.
En mayo de 2024, la Organización Nacional de Mártires y Víctimas, que representa a las víctimas de los sucesos de 2022 y 2023, llevó a cabo una manifestación en el Palacio de Justicia y otras zonas de Lima. Simultáneamente, la Fiscalía de la Nación recibió a los familiares de las víctimas fatales de los acontecimientos. El Ministerio del Interior y el Ejército Peruano, por su parte, se abstuvieron de emitir comentarios respecto al tema. Se reportaron actos de represión policial. Durante ese mes, las manifestaciones continuaron cuando se convocó un cacerolazo en el día del cumpleaños de Dina Boluarte.
Desde entonces, se han producido eventos esporádicos que no han afectado a la economía del país. A pesar de ser esporádicos, el descontento hacia Boluarte caló en la mayoría de la población. En febrero de 2024, en los carnavales de Ayacucho y Puno, se realizaron cánticos contra la mandataria. En Huancayo, el Comando Unitario de Lucha organizó un evento menor en el que participaron gremios de construcción civil. Para junio de 2024, una portátil se instaló en Villa María del Triunfo, donde la policía detuvo a una mujer. Uno de los ministros de Boluarte, Morgan Quero, minimizó la reaparición de las manifestaciones porque «no hay inestabilidad política». En octubre de 2024, un trujillano pidió disculpas en un cartel a los ciudadanos de las regiones del sur por la demora del norte del país en sumarse a las protestas contra el gobierno.

### Manifestaciones en acontecimientos subsecuentes
Tiempo después, durante la crisis de extorsiones al transporte público, se han convocado paros de transportistas en distintas ocasiones entre octubre y noviembre de 2024, y entre dichas movilizaciones existen facciones que aún expresan su descontento con el gobierno de Dina Boluarte. Entre los participantes se encontraban los familiares de las víctimas de la represión. Se ha intentado concentrar la reunión en el complejo de San Borja, donde se celebró la semana de líderes económicos de la APEC en el principal centro de convenciones.
En enero de 2025, la Presidencia de la República estableció un nuevo plazo de estado de emergencia en distritos de la sierra (departamentos de Ayacucho, Huancavelica, Junín y Cusco) para evitar la presencia de los supuestos «grupos hostiles». En el documento oficial se señalaba a esos supuestos grupos como aquellos que «están mínimamente organizados, tienen capacidad y decisión de enfrentar al Estado de forma prolongada y mediante armas de fuego, y participan en las hostilidades o colaboran en su realización».
En julio de 2025, se realizó una marcha fúnebre en el Palacio de Justicia las fiestas patrias, cuyos participantes fueron reprimidos por la Policía Nacional.

## Víctimas

### Fallecidos
Según la Defensoría del Pueblo:
- 49 manifestantes, en enfrentamientos.
- 11 civiles no manifestantes (en bloqueo de carreteras)
- 1 policía y 6 militares, en el contexto del conflicto.

### Heridos
Según la Defensoría del Pueblo:
- Reportados por el MINSA: 1301 heridos (entre manifestantes y policías) (Hasta el 17/02/2023)
- Reportados por la Policía Nacional del Perú: 580 policías heridos  (Hasta el 20/01/2023)

### Detenidos
El Ministerio Público registró el 24 de enero de 2023, más de 600 detenidos a nivel nacional, de los cuales, 40 continúan con detención preliminar y 8 cumplen prisión preventiva.

### Situación de los derechos humanos

#### Reportes por medios y organismos nacionales e internacionales
Las organizaciones de derechos humanos han criticado la respuesta gubernamental, así como la inclusión de las fuerzas armadas en la respuesta a las protestas. Medios de comunicación también denunciaron el uso de tortura y violencia en contra de los detenidos, e incluso calificaron las muertes de manifestantes como «asesinatos extrajudiciales». Producto de ello, junto a la lóngeva 141120, se formaron brigadas de atención para atender a personas heridas, a pesar de que no llevaron un reconocimiento para protegerlos legalmente.
Amnistía Internacional alertó que la presidenta Boluarte afirmó no haber tenido conocimiento de los hechos, a pesar de que la Constitución la establece como Jefa Suprema de las Fuerzas Armadas y de la Policía Nacional. Asimismo, acusó de un «marcado sesgo racista» en la represión de las protestas, dado que las muertes de manifestantes se concentraron de manera desproporcionada en regiones con poblaciones mayoritariamente indígenas. Posteriormente, señaló que de los 52 casos analizados, 25 alcanzaron ese nivel de violencia.
La Coordinadora Nacional de Derechos Humanos denunció los antecedentes de impunidad por el uso excesivo de la fuerza por parte de los militares. Human Rights Watch rechazó el «uso excesivo de la fuerza» e informó también de presuntas violaciones a los derechos humanos.
La Defensoría del Pueblo criticó el actuar del gobierno y el legislativo peruanos, ante la falta de voluntad de «pacificar y cambiar» la situación del país. Además, liberó un informe sobre la situación del habeas corpus, en que tardaba nueve días en atender un caso de detención de un manifestante.

#### Avance judicial
En mayo de 2023 la Subcomisión de Acusaciones Constitucionales del Congreso de la República, representado mayormente por el fujimorismo y partidos de la derecha, declaró improcedente a las denuncias de la presidente Dina Boluarte y el primer ministro Alberto Otárola por los delitos de homicidio calificado y lesiones graves. En julio de ese año la Fiscalía interrogó a Boluarte como parte de la investigación preliminar. Sin embargo, por el lado del oficialismo, Dina Boluarte solicitó archivar a la fiscalía por los presuntos delitos de «genocidio, homicidio calificado y lesiones graves».
En enero de 2023 abogados de las víctimas denunciaron ante la Corte Penal Internacional. En mayo de 2023 el economista Ciro Silva realizó otra denuncia contra las fuerzas gubernamentales, quien además realizó diversos recursos legales para encontrar una salida al expresidente Pedro Castillo.
En septiembre de 2023 hubo altercados en el seminario de resolución de conflictos del Poder Judicial por un grupo de manifestantes al denunciarse las violaciones de derechos humanos por parte de la policía nacional. El incidente terminó con un minuto de silencio.
Para noviembre de 2023, la Comisión Interamericana de Derechos Humanos, que escuchó las pláticas entre los familiares de las víctimas y las autoridades, señaló que el gobierno de Dina Boluarte «no están avanzando en el ritmo debido». La abogada Gloria Cano, representante de la parte denunciante, remarcó la lentitud de las investigaciones y criticó el silencio de la presidenta Boluarte. En respuesta a las demandas por los hechos presuntamente delictivos cometidos por el asesor de la fiscal de la Nación, Patricia Benavides, el Ministerio Público interpuso una denuncia contra la presidenta de la República. La Asociación de Mártires y Víctimas del 9 de Enero advirtió que las declaraciones de Benavides no cubrirían a todos los fallecidos por la represión. Mientras se realizaba la denuncia, la presidenta presentó su renuncia a la inmunidad parlamentaria, según el ministro de Justicia, medida considerada de imposible por la Constitución.
El 1 de enero de 2024, se ejecutó una orden de detención preventiva contra un miembro de las fuerzas policiales. En respuesta, el director de Orden y Seguridad (Dirnos) de la organización policial emitió una declaración oficial negando toda responsabilidad institucional por las acciones del detenido. El señalado director afirmó que este caso corresponde a una responsabilidad estrictamente individual y reiteró su apoyo a la colaboración con el Ministerio Público para esclarecer los hechos.
En junio de 2025, la Subcomisión de Acusaciones Constitucionales rechazó cuatro denuncias constitucionales contra altos funcionarios. Tres de ellas se debían a los presuntos delitos de homicidio por las muertes ocurridas durante las protestas, y dos de ellas (340 y 349) fueron planteadas por Silvana Robles. La subcomisión justificó su decisión argumentando que no se habían cometido delitos de función ni se ajustaban a los tipos penales.

## Controversias

### Reacciones en el Congreso de la República
El 10 de enero se realizó un minuto de silencio desde el Congreso de la República a las víctimas. Sin embargo, con la llegada de Alberto Otárola y sus ministros, los congresistas de la izquierda gritaron de «asesinos» y solicitaron su renuncia. Por otro, Héctor Valer colocó el símbolo de Sendero Luminoso hacia las víctimas, insinuando que los manifestantes pertenecían a dicha organización terrorista.
En febrero de 2023, el fujimorista Juan Carlos Lizarzaburu menospreció a la wiphala, bandera recurrida por los manifestantes en la protestas, por sus supuestos vínculos con Bolivia. El 16 de enero, el congresista de Acción Popular, Edwin Martínez, acusó de «terroristas» a manifestantes de Arequipa; mientras tanto, Jorge Montoya propuso la militarización en aeropuertos, así como el establecimiento de un estado de sitio en Lima. El 19 de enero, en una entrevista de CNN Chile, Edward Málaga culpó a Pedro Castillo por ser «una bomba de tiempo» que originó las protestas posteriores a su destitución.
A pesar de eso, se mostraron escenas de rechazo de la población hacia los congresistas, como Tania Ramírez, Sigrid Bazán, Ruth Luque, Edwin Martínez, entre otros. Por otro lado, la convocatoria a elecciones generales inmediatas no fue aprobada por el Congreso peruano, pese al apoyo inicial del gobierno, tanto por la continua oposición de los representantes de derecha como por la insistencia de los de izquierda en la convocatoria a un referéndum para una asamblea constituyente.

### Presencia del Grupo Terna y organizaciones de extrema derecha en las marchas
Desde el inicio de las protestas en diciembre de 2022, la Unidad de Inteligencia Táctica Operativa Urbana de la Policía Nacional (Grupo Terna), participó y colaboró activamente con las diferentes unidades policiales y militares, su principal función es la de identificar a los principales líderes y azuzadores mediante la infiltración en las marchas. El 10 de diciembre de 2022, se hizo pública la participación de los «agentes ternas» en las marchas mediante un vídeo, en el que se aprecia como 5 efectivos intervienen de una manera violenta a un manifestante. Dos días después, se reportó que al menos 12 manifestantes habrían sido detenidos por el Grupo Terna.
Durante la violencia desatada en Juliaca (Puno) entre el 4 y 9 de enero, se registraron varios vídeos donde se aprecia a los «agentes ternas» azuzando a la población y colaborando con la PNP.
El grupo de extrema derecha La Resistencia también apareció en las protestas. El 16 de diciembre de 2022, se hicieron presentes en una «marcha por la paz» en el Centro de Lima. Durante el paro nacional del 19 de enero de 2023, reaparecieron agrediendo a un periodista de La Encerrona en el Parque Kennedy. El 3 de febrero, una cantidad de sus integrantes atacaron con bates de beisbol y bicicletas a manifestantes que se encontraban en Miraflores, también lanzaron insultos y escupieron a una persona. El 22 de febrero, liderados por Juan José Muñico Gonzales, alias «Jota Maelo», hostigaron al periodista Gustavo Gorriti en los exteriores de su vivienda, además de incentivar acciones de violencia contra dicho periodista. El 27 de febrero, múltiples periodistas de TV Perú y de otros medios de comunicación, fueron atacados en Lince por La Resistencia, por cubrir un evento en el que se cuestionaba el fallo del Tribunal Constitucional sobre las demandas competenciales del Parlamento, las autoridades del lugar se negaron a intervenir a los agresores.

### Discriminación
Durante la convulsión social se reportaron múltiples casos de discriminación hacia los manifestantes. El 18 de enero de 2023, una joven que participaba en una «marcha por la paz» en Cuzco, calificó a los manifestantes de «indios, ladrones y delincuentes», poco después fue denunciada penalmente. El 31 de enero, se viralizó un vídeo en redes sociales, donde se aprecia a un joven decir «métele bala, weon» a los efectivos policiales ante las protestas de una señora en Lima. En ambos casos, los jóvenes pidieron disculpas en redes sociales. El 20 de enero, un día después del paro nacional, se reportó como una mujer insultaba a dos mujeres de regiones en el Centro de Lima, «lárgate de acá carajo» o «por eso es que les dicen indias de porquería», fueron algunas frases de la mujer.
El 20 de enero sucedió un intenso enfrentamiento en la comisaría de Ilave (Puno) que culminó en la muerte de un manifestante y el abandono de la comandancia. En la noche, pobladores conversaron con el oficial militar a cargo del cuartel de Ilave, y le manifestaron que la policía del sector les habría insultado de «indios y cholos».

### Presencia de elementos de extrema izquierda y organizaciones radicales en las marchas

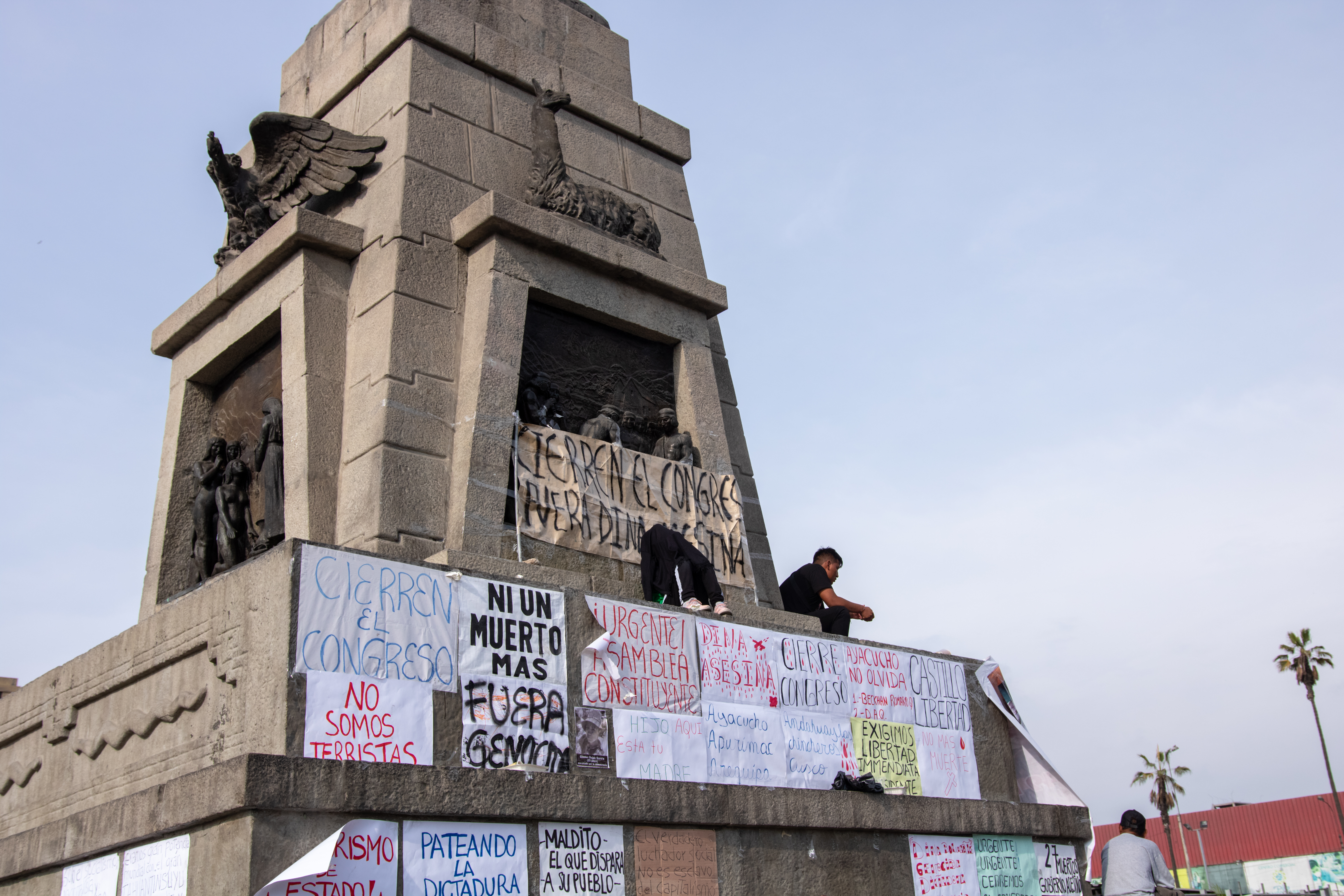
Carteles en la plaza Manco Cápac en donde se muestra la amalgama de corrientes que participaban en la convulsión social: opositores al Congreso y a la presidenta, los que exigían una asamblea constituyente, los que pedían la liberación del expresidente Pedro Castillo, etc.

A lo largo del estallido de protestas, se acreditó la participación de algunos personajes y algunos colectivos que podrían considerarse de extrema izquierda o que estuvieron vinculados a remanentes de Sendero Luminoso o Movadef. Esta información cobró gran relevancia por parte de los portavoces del gobierno y las fuerzas del orden, y por las líneas editoriales de algunos medios. En este sentido, el político Ernesto Blume confesó que la presidenta Dina Boluarte «al principio era blanda» a la hora de tomar medidas, por lo que sugirió que adoptara una postura represiva «más dura». Otros actores y medios, como la Coordinadora Nacional de Derechos Humanos y Amnistía Internacional, consideraron por su parte que tal información había sido sobredimensionada para estigmatizar a los manifestantes tildándolos a todos de «terroristas».

El Informe Oficial de la Policía Nacional estimó la presencia de un número de individuos vinculados con presuntas organizaciones radicales. El 13 de enero de 2023, la Policía Nacional arrestó a la presidenta del Frente de Defensa del Pueblo de Ayacucho (Fredepa), la señora Rocío Leandro Melgar, conocida también como «Camarada Cusi», por su presunta pertenencia a la organización terrorista Sendero Luminoso y participación en múltiples atentados durante las décadas de 1980 y 1990. Esta divulgación fue considerada de suma importancia por los partidarios de las medidas de represión, pues en declaraciones públicas por el jefe de la Dircote se aludió al objetivo de «[llevar a cabo] el comunismo puro».
En el contexto del conflicto, se apreció que algunos manifestantes incluso llamaban a declarar la independencia de todas las regiones meridionales. Bajo el nombre de «Gran Sur» o «República del Sur», estas corrientes también se mezclan con un incipiente «nacionalismo quechua-aimara». Además de contar un liderazgo descentralizado, el gobierno de Dina Boluarte acusó formalmente de la presencia de grupos de extrema izquierda como el MOVADEF, supuestamente coordinada por César Tito Rojas, y una supuesta interferencia extranjera boliviana con intereses anexionistas. En octubre de 2023, el portavoz de la Dirección contra el Terrorismo (Dircote) vinculó a Edward Quiroga Vargas de la organización Inkarri Islam con un supuesto plan para reclutarlos a Irán, además de subjetivamente recibir algún tipo de enseñanza para manejar amas.
La suposición de la participación radical en las protestas fue refutada por el diario argentino El Litoral, cuando editorializó que «la supuesta participación de radicales, en especial con nexos con Sendero [...] ha sido un argumento permanente de [Dina] Boluarte y sus aliados para descalificar las protestas, aunque no se presentaron pruebas ante la Fiscalía o el Poder Judicial». Una de las posturas que respaldó esa narrativa del supuesto surgimiento radicalista es Javier González-Olaechea, quien expresó que en Bolivia «nos mandan Ponchos Rojos» meses antes de asumir la cancillería del gobierno de Boluarte. Sin embargo, el periodista César Hildebrandt sostiene que la presencia de grupos violentos se alinea con las aspiraciones de los políticos Vladimir Cerrón y Guillermo Bermejo.
Algunos manifestantes minoritarios en la toma de Lima, junto con banderas rusas tenían pancartas que decían «auxilio Putin, nos están matando por defender a nuestra patria», en ese mismo tumulto de voces se pedía que las Fuerzas Armadas de Rusia intervengan en el Perú en analogía a la presencia rusa en Ucrania y Siria. Por su parte, portales cercanos de «prensa alternativa» y otros activistas afines al expresidente Castillo compartieron un falso vídeo del mandatario ruso pronunciándose contra la presidente Boluarte, el cual fue desmentido por International Fact-Checking Network y La República al mostrar que el supuesto vídeo de Putin era realmente el mensaje que daba inicio a la invasión de Ucrania el 24 de febrero de 2022. Asimismo, altos mandos del autodenominado Militarizado Partido Comunista del Perú (MPCP), una organización narcoterrorista que opera en el VRAEM, pidieron que en las protestas se difunda el pensamiento Xi Jinping entre los manifestantes.
En agosto de 2023, la Fiscalía archivo la investigación por presunta relación a grupos terroristas en la primera marcha de diciembre de 2022.

### Vandalismo
En el transcurso de las manifestaciones se denunciaron casos de extorsión a comerciantes, de maltrato animal y amenazas a ciudadanos para obligarlos a participar en las manifestaciones. Además, algunos medios reportaron el supuesto pago a algunos ciudadanos para que estos se unieran a las manifestaciones y realizaran vandalismo. A pesar de ello, en diciembre de 2023, el Estado promulgó un decreto legislativo en que se establece como delito a quienes apoyen en disturbios.

### Falta de diálogo del gobierno hacia Puno
A diferencia de otras regiones, Puno extendió sus protestas a causa de la falta de diálogo con el gobierno, en que no se encontró un intermediario para entablar la comunicación. La falta de comunicación se sintetizó en la frase de Dina Boluarte en su mensaje a la Nación, «Puno no es el Perú». Aquella frase según el excongresista del departamento Alberto Quintanilla interpretó como «una voluntad de no dialogar o pretender aislar y someter primero a Puno y luego negociar». Sin embargo, generó la molestia por las autoridades de la zona, como el alcalde de la provincia de San Román, del congresista Alejandro Muñante y el periodista César Hildebrandt.
El Gobierno central pidió disculpas posteriormente, sin embargo, el gobierno regional como las municipalidades respaldaron contra la actitud de la mandataria central. Producto de las declaraciones, Boluarte fue declarada persona no grata por el Consejo Regional de Puno, además que se negó cualquier diálogo debido a que «nos trata de utilizar o tomar como tontos». La frase de Boluarte fue posteriormente tomada en el título de un documental de la Coordinadora Nacional de Derechos Humanos sobre la participación Puno y otras regiones durante la convulsión social.
Más allá de la interpretación dictada por Boluarte, el dirigente Félix Suasaca señaló que la delegación de Puno continuará en Lima «hasta que Dina Boluarte renuncie».

### Impacto mediático en las manifestaciones
La desinformación y la polarización fueron fundamentales antes y durante las protestas. Tanto personas defensoras como detractoras del gobierno de Pedro Castillo se acusaban mutuamente de tener una visión sesgada de los hechos. En este sentido, debido al rechazo de la narrativa oficialista por parte del nuevo gobierno de Dina Boluarte y el congreso, la prensa alternativa mostró un mayor apoyo a los manifestantes y sus denuncias.
Desde que la Dircote identificó a infiltrados de organizaciones terroristas como Sendero Luminoso o el MRTA entre los manifestantes, se ha generalizado la calificación de «terrucos»  por parte de sectores conservadores. Otros grupos de derecha han hecho lo mismo con despectivos calificativos, una práctica que se remonta a la época del terrorismo. Por su parte, la Policía Nacional aprovechó los conciertos multitudinarios de Romeo Santos en Lima para incluir publicidad y así limpiar su imagen.
Por otro lado, asociaciones culturales como El Galpón Espacio (Lima) y eventos como Artistas arequipeños unidos contra «la dictadura» (Arequipa) criticaron la influencia de la prensa capitalina contra los manifestantes.

### Consenso del término «dictadura congresal»
El calificativo «dictadura congresal» se usó para referirse a la concentración autoritaria del poder legislativo que se evidenció durante la convulsión social. Este término fue acuñado por el abogado Miguel Ángel Ferreyra, el político Mesías Guevara y el historiador Antonio Zapata.  La expresión «dictadura» se popularizó en 2024 cuando un ciudadano se lo dijo a un periodista de Latina Televisión.
Marisol Pérez Tello y Gustavo Gorriti consideraron que se daban todas las condiciones para que se aplicara dicho calificativo.  Además, el especialista César Landa describió que «la crisis de legitimidad se ha visto reforzada con la designación por la mayoría parlamentaria de seis de los siete magistrados del Tribunal Constitucional y sus fallos favorables a lo que se viene denominando una dictadura parlamentaria».

## Consecuencias

### Consecuencias inmediatas
Durante la convulsión social, se registró el bloqueo temporal de rutas de transporte vial y aérea, además de la paralización económica de algunas ciudades. Estos bloqueos fueron levantados.

#### Frentes de conflicto relevantes
| Departamento o área                             | Fecha                                           | Conflicto                                                                 |
| ----------------------------------------------- | ----------------------------------------------- | ------------------------------------------------------------------------- |
| Lima Metropolitana                              | 7 de diciembre de 2022 - 5 de marzo de 2023     | Marchas y enfrentamientos continuos.                                      |
| Puno                                            | 7 de diciembre de 2022 - 24 de marzo de 2023    | Paro total indefinido y enfrentamientos continuos.                        |
| Apurímac                                        | 10 de diciembre de 2022 - 16 de febrero de 2023 | Declaración en «insurgencia popular» de numerosas organizaciones civiles. |
| Madre de Dios                                   | 12 de enero - 11 de febrero de 2023             | Bloqueo total de la región.                                               |
| Ica (Barrio Chino, Expansión Urbana y El Álamo) | 23 - 30 de enero de 2023                        | Bloqueos y toma de la Panamericana Sur.                                   |

#### Educación
En diciembre de 2022, las ya terminantes clases escolares fueron suspendidas en varias regiones del país debido a los enfrentamientos.

#### Impacto económico
El ministro de Finanzas Alex Contreras estimó pérdidas para el 13 de diciembre entre 60 y 100 millones de soles diarios. El ministro de Comercio Exterior y Turismo, Luis Fernando Helguero, señaló que las protestas en distintas regiones del país generan gastos de 100 millones de dólares en el sector agroindustrial. En el sector de las MYPES, la asociación representante calculó la disminución de ventas a 2000 millones durante la campaña navideña. Y en el sector turístico, el BCRP predijo pérdidas totales de 100 millones de dólares.
La persistencia de las protestas implica enormes pérdidas económicas para el país; en un informe del Banco de Crédito del Perú de enero de 2023 se estimó una contracción en las proyecciones de crecimiento económico para ese año. Además, el presidente del Banco Central de Reserva, Julio Velarde, advirtió que la convulsión afectó en la confianza de la inversión extranjera al país.
A pesar del deterioro de las instituciones durante la crisis política, el impacto económico no afectó la independencia del Banco Central de Reserva. Según Alfredo Thorne, que fue replublicada en el diario El Tiempo de Colombia, la estabilidad se recuperaría cuando se convoque nuevas elecciones.

### Consecuencias políticas
La convulsión social ha generado un debate sobre sus implicaciones políticas, principalmente, el interés autoritario del gobierno, motivado por la indiferencia ante las muertes registradas durante las manifestaciones. En enero de 2023, 430 académicos expresaron en una carta abierta su denuncia contra las acciones de represión y violencia desproporcionada, pues consideran que contravienen los principios del Estado de derecho.
El autoritarismo se vería reforzado adicionalmente ante posiciones extremas de las ideologías políticas de izquierda y derecha del Congreso de la República. En octubre de 2023, el presidente del Consejo de Ministros, Alberto Otárola, justificó que la continuidad en el mandato de la presidenta de la República sería con el fin de «proteger la democracia» y no mostró arrepentimiento alguno.

### Consecuencias judiciales
En agosto de 2024, el Ministerio Público denunció a Lola Estrada por supuestamente ultrajar la bandera peruana cuando escenificaba una parodia de Dina Boluarte durante las protestas. Según Infobae, se trataría de un precedente judicial contra la libertad de expresión artística en el país.

## Opinión pública

Encuesta de aprobación del Gobierno de Boluarte

Según una encuesta realizada a nivel nacional por la empresa Ipsos Perú entre el 15 y 16 de diciembre de 2022, el 63 % de la población se mostró en desacuerdo con el golpe de Estado que intentó perpetrar Pedro Castillo, mientras que un 33 % se mostró de acuerdo y un 4 % no precisó respuesta alguna. Asimismo, al ser consultados sobre las razones que habrían llevado a Pedro Castillo a tomar dicha medida, un 35 % indicó que ello obedecería a que el expresidente «temía que el Congreso votase la vacancia y lo destituyesen del cargo», un 29 % lo atribuye a que «quería intervenir el Ministerio Público y el Poder Judicial para desaparecer las carpetas fiscales que existen en su contra», un 25% opina que «quería convocar una Asamblea Constituyente» y un 22 % considera que «quería gobernar concentrando el poder, sin el Congreso».
El 15 de enero de 2023 se reportó, según una encuesta efectuada por el Instituto de Estudios Peruanos (IEP), que aproximadamente el 71 % de los peruanos desaprueba la gestión de la presidenta Dina Boluarte, mientras que el 88% de ciudadanos rechaza la gestión del Congreso de la República. Para el 22 de febrero, según otra encuesta del IEP, la desaprobación a la gestión de la presidenta aumentó al 77% mientras que para el Congreso al 90 %. Para el mes de julio, IEP registró que el 67 % del sur del país, el oriente un 63 %, el centro 57 %, en el norte 50 % y en Lima metropolitana un 36 % consideraron que el gobierno de Dina Boluarte fue «peor» que el mandato de Castillo. En una nueva encuesta de IEP de noviembre de ese año señaló además de una pasividad del Ejecutivo, el 72 % de los participantes señalaron que el gobierno de Dina Boluarte concedió sin presión los pedidos del Congreso, ente que fue importante en la destitución de Castillo.

## Reacciones y conflictos internacionales
- Estados Unidos: La presidenta Dina Boluarte dialogó telefónicamente el 16 de diciembre con el secretario de Estado de Estados Unidos, Antony Blinken, quien le reiteró el respaldo de Estados Unidos a su Gobierno. Previamente, el 13 de diciembre la embajadora de EE. UU. en Lima, Lisa Kenna, visitó a Boluarte en el palacio presidencial, mostrándole su respaldo. Dicho país expresó un llamamiento a la paz y la unidad,  además de defender el derecho a la protesta.[635]
- España: El 24 de febrero de 2023, el ministro español de Asuntos Exteriores, Unión Europea y Cooperación, José Manuel Albares, confirmó que España decidió suspender la venta de material antidisturbios al Perú.[636]

## Referencias culturales

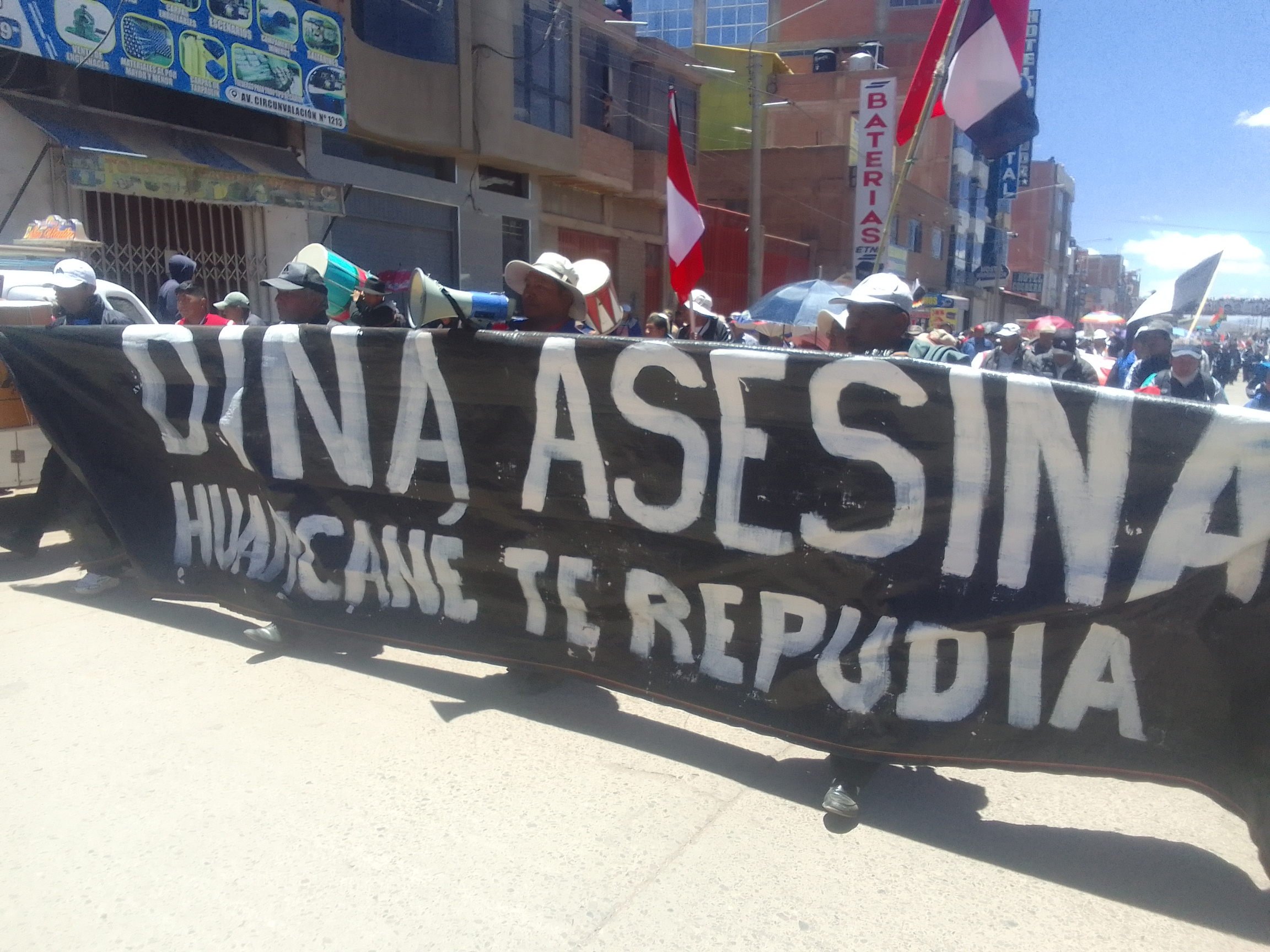
La icónica consigna «Dina asesina, el pueblo te repudia» en un grupo de ciudadanos de Puno.